# Marchlewskistraße
Die Marchlewskistraße im Berliner Ortsteil Friedrichshain des Bezirks Friedrichshain-Kreuzberg ist ein 1150 Meter langer Verkehrsweg südlich der Karl-Marx-Allee. Die Lage der im ersten Drittel des 18. Jahrhunderts entstandenen Berliner Zollmauer bestimmte den Verlauf des Straßenzugs. 1876 wurde die befestigte Straße nach der Stadt Memel benannt, am 22. März 1950 erhielt sie ihren seither bestehenden Namen nach Julian Marchlewski, Politiker und Mitbegründer des Spartakusbundes.

## Lage im Straßennetz

### Verlauf
Der Verlauf der Marchlewskistraße von Nordnordwest nach Südsüdost ist durch die vormalige Zoll- und Akzisemauer bedingt. Infolge der Errichtung der langgestreckten Wohnblöcke der Stalinallee entlang der früheren Großen Frankfurter Straße und Frankfurter Allee wurde die Memeler Straße verkürzt, ihr direkter Anschluss zur Allee überbaut. Die 1950 benannte Marchlewskistraße verläuft von der Rückseite des Gebäudes Karl-Marx-Allee 96 als „Reststraße“ beginnend über die hinter den Wohnhäusern der (damaligen) Stalinallee 1957 neu angelegte Hildegard-Jadamowitz-Straße hinweg bis zur Helsingforser Straße (vormals: Bromberger Straße) mit Anschluss an die Warschauer Straße.
Mit der Straßenumbenennung wurde die Zählung der Hausnummern von fortlaufend auf wechselseitig umgestellt und beginnt seitdem im Norden statt an der Warschauer Straße. Die Zählung beginnt an der alten Feuerwache mit Nummer 6 an der Westseite mit den geraden Zahlen bis 108. Auf der Ostseite liegen die ungeraden Zahlen von 25 (Hochhaus an der Weberwiese) bis 111 (Eckhaus mit Warschauer Straße 33). Mit den neuen Hausnummern von 1950 ergaben sich teilweise Verschiebungen bei Grundstücksgrenzen. Durch die historische Lage auf der Communication nach Wegfall der Akzisemauer besitzt die Marchlewskistraße eine Breite von 31 m, während die benachbarten, nach dem Hobrechtschen Bebauungsplan angelegten 19,0 oder 22,8 m breit (Revaler Straße 26,4 m, Warschauer Straße 49 m) sind. Die Marchlewskistraße besitzt an beiden Seiten 9 Meter breite Gehwege. Die 1950er Neubauten (Hochhaus (25), Blöcke 16–22 und 24–30 sowie der Rand der Weberwiese) wurden allerdings von der vormaligen Straßenflucht etwa zwei Meter zur Straßenmitte hin gelegt. Die Kopfbauten an der Fredersdorfer Straße (15 und 25) markieren diese neue Fluchtlinie, die dazwischenliegenden Häuser der beiden Blöcke sind durch eine Grünfläche vor dem Haus 10 m zurückgesetzt.

### Statistische Daten

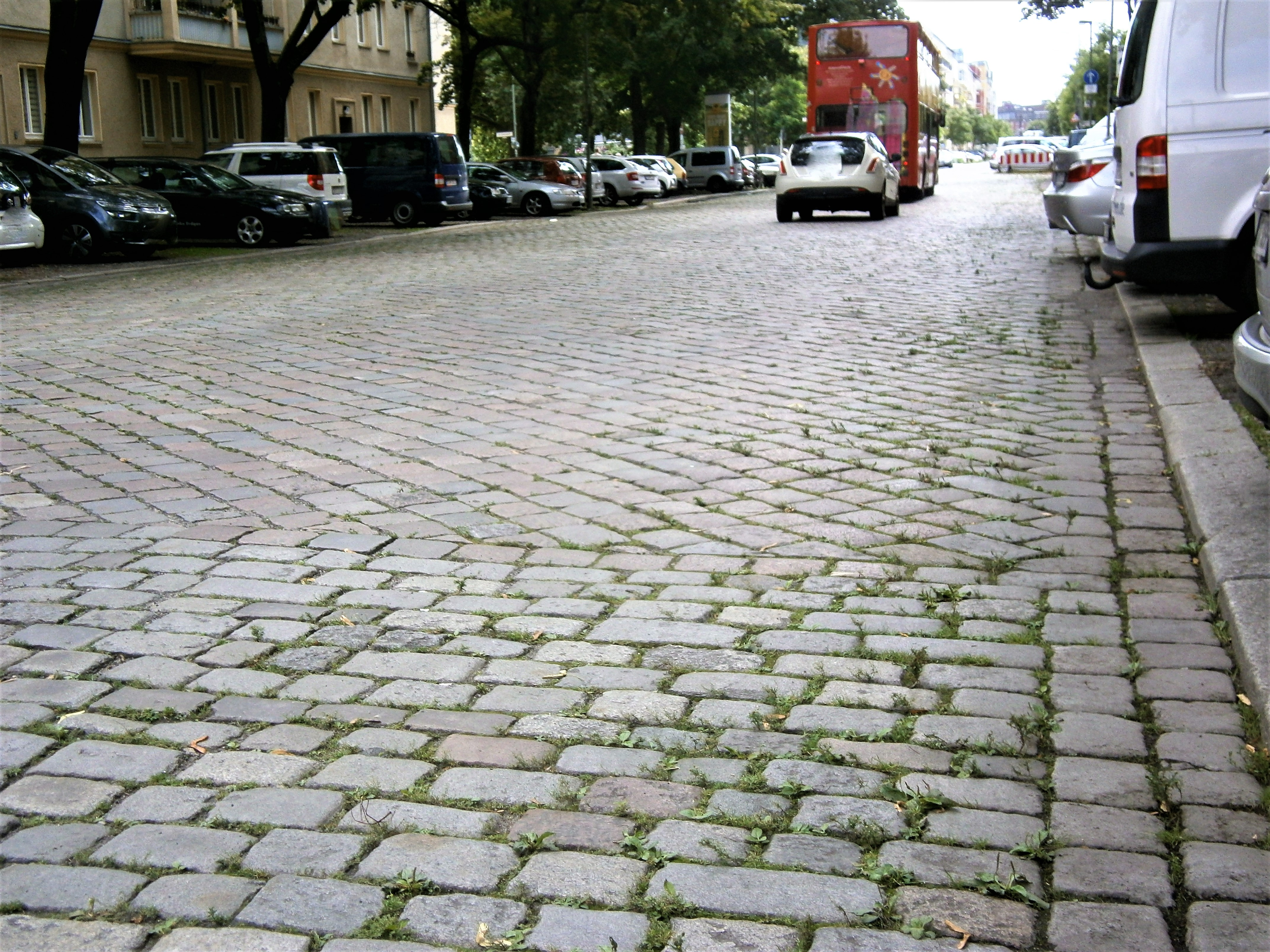
Straßenbelag südlich der Wedekindstraße

Die Marchlewskistraße ist im Berliner Straßenverzeichnis unter der Nummer 41882 aufgenommen. Mit der OKSTRA-Klasse „G“ ist das bezirkliche Straßen- und Grünflächenamt für Straßenbau und Ausstattung des Straßenlaufs (RBS-Klasse: STRA) zuständig. Für die Bedeutung im städtischen Verkehr ist die Marchlewskistraße als kategoriefrei im Straßenentwicklungsplan, also „Sonstiges V“, aufgenommen. Für die Bezirksplanung sind die Wohnhäuser innerhalb der „Lebensweltlich orientierten Räume“ der Bezirksregion „0402 Weberwiese“ (Friedrichshain West) zugeordnet. Bei den statistischen Gebieten für die Stadtplanung Berlins trennt die Wedekindstraße die südlich liegenden statistischen Blöcke 116 vom statistischen Gebiet 117. Die Marchlewskistraße gehörte zum „Sanierungsgebiet Warschauer Straße“. In der alten Stadtgliederung vom Ende des 19. Jahrhunderts gehörte die Marchlewskistraße zum Stralauer Viertel.
Das (aufgehobene) „Sanierungsgebiet Warschauer Straße“ wurde 1994 (formal bis 2011) geschaffen, dabei wurden (bis ins Jahr 2014) Verbesserungen in der Marchlewskistraße südlich der Torellstraße und am Helsingforser Platz ausgeführt. Für den nördlichen Teil der Straße wurde 2016 ein Untersuchungsgebiet geschaffen. Dieses gesamte „Erhaltungsgebiet Weberwiese“ wurde am 12. August 2016 im Gesetz- und Verordnungsblatt von Berlin bekannt gemacht. Gelegen um die Marchlewskistraße ist es eines der „Sozialen Erhaltungsgebiete“ im Bezirk. Umfasst wird es von der Rüdersdorfer, Wedekind-, Lasdehner Straße, Karl-Marx-Allee und Straße der Pariser Kommune; eingeschlossen sind das Wohnquartier Am Comeniusplatz / Gubener Straße sowie die Wohnbauten Grüneberger / Kadiner Straße. In diesem Gebiet leben rund 5300 Menschen in 3400 Wohneinheiten. Ziel ist es eine Verdrängung der Bewohner aus ihrem Wohngebiet zu verhindern und die städtebauliche Eigenart zu erhalten.
Die Marchlewskistraße gehört zum Postleitzahlenbereich 10243. Für die Memeler Straße galt anfangs Berlin O und dann traf der Postamtsbezirk O 43 zu, ab 1950 mithin für die Marchlewskistraße. Mit den vierstelligen DDR-Postleitzahlen wurde daraus „1034 Berlin“.

### Querstraßen
Von Nord nach Süd münden oder kreuzen die folgend genannten Straßen. Die alten Straßennamen orientierten sich an der nach Ostpreußen gerichteten Ostbahn. Im Hobrechtplan sind Plannummern in Abteilung XIV (nach Osten gerichtet vorher außerhalb der Zollmauer) der und Abteilung XV (zum alten Stadtgebiet gehörend) unterschieden, wobei die Teilung an der Communication orientiert war (also der Marchlewskistraße bzw. Memeler Straße).
- Hildegard-Jadamowitz-Straße:[16] sie wurde mit der durchgehenden Bebauung der Wohnblöcke hinter der Stalinallee nötig und neu angelegt.

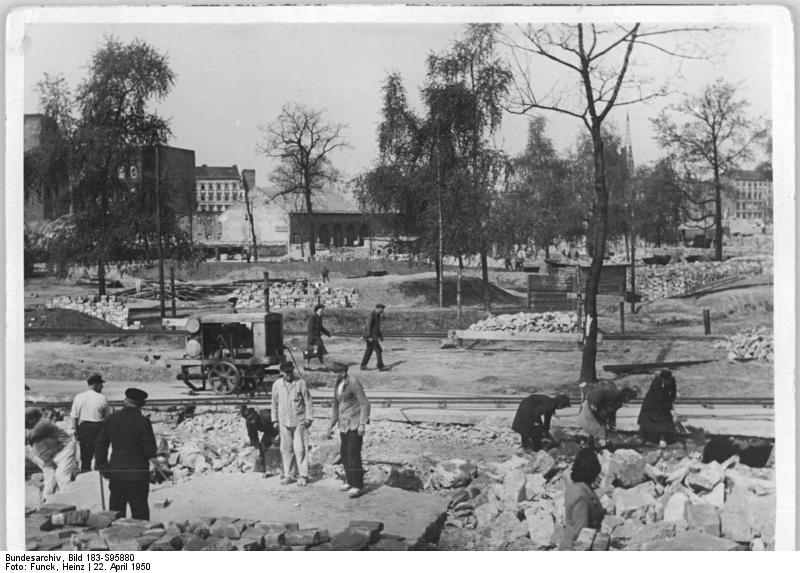
Überbauung Königsberger Straße und Blick Weberwiese 1950.

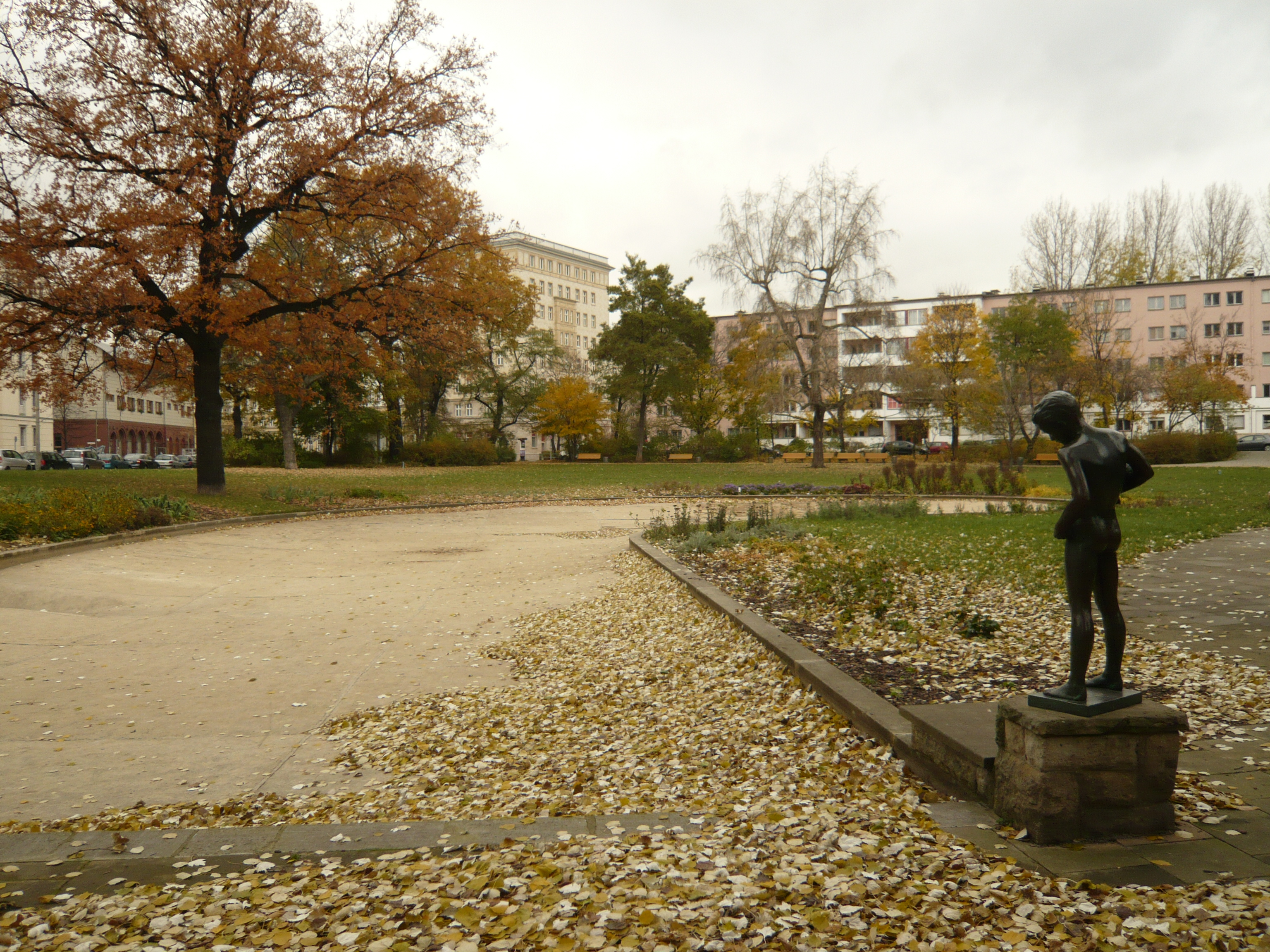
Weberwiese, 2010

- Weberwiese: Die Grünanlage unter diesem Namen ist vorrangig mit dem Hochhaus an der Weberwiese verbunden. Mit der Niederlegung der Akzisemauer wurde eine südlich der Frankfurter Allee an der äußeren Communication liegende mit Akazien bestandene Feuchtfläche spätestens ab 1870 zum städtischen Park ausgestaltet und blieb entsprechend unbebaut. Der Name Weberwiese wurde (zunächst inoffiziell) schon vor dem Ersten Weltkrieg genutzt. Im Berliner Adressbuch ist zwischen Königsberger Straße und Frankfurter Allee bis 1914 Städtischer Park[18] und danach Weberwiese[19] eingetragen. Die Namenswahl orientierte sich an der durch Färber und Weber genutzten Rasenbleiche vor dem Stadttor.[20] Durch die Bauten der Stalinallee wurde die Grünanlage um 70 m verkürzt (0,77 ha statt vorher 1,23 ha). In der Weimarer Republik war der Platz Ausgangspunkt von Demonstrationen und Kampfumzügen und wurde auch „Roter Platz“ genannt.[21]
- Fredersdorfer Straße:[22] sie mündet von Westen her und wurde zusammen mit den Wohnbauten der Stalinallee neu bebaut. Deren vorheriger Name war Königsberger Straße und sie führte vom Bahnhof der Ostbahn am Küstriner Platz anfangs zum StadtPark (Weberwiese) und ab 1895 durchgehend zur Frankfurter Allee am Komtureiplatz. Bis zur Kriegszerstörung fuhr auch die Straßenbahn auf diesem Verkehrszug.[23] Mit dem Neubau des Hochhauses an der Weberwiese wurde der (östliche) Straßenlauf überbaut. Nach dem Hobrechtschen Bebauungsplan war sie bereits als Straße 8 (westwärts stadtwärts) und nach Ost Straße 2 (landwärts) vorgesehen. 1964 wurde der Straßenzug in Fredersdorfer Straße benannt und der östlich verbliebene Rest der Königsberger in die Gubener Straße (querlaufend) einbezogen. Der überbaute Bereich wurde eingezogen.
- Wedekindstraße:[24] sie kreuzt die Marchlewskistraße und hieß bis 1951 (seit 1873) Posener Straße. Außer dem vor 1890 erbauten östlichen Eckhaus wurden die angrenzenden Wohn- und das Verwaltungsgebäude in den 1950er Jahren auf den beräumten Ruinen errichtet. Nach dem Hobrechtschen Bebauungsplan war sie bereits als Straße 10 (westwärts/stadtwärts zur Rüdersdorfer Straße) und nach Ost Straße 3 (ab 1896: Straße 10a) (landwärts, zur Gubener Straße) eingetragen.
- Am Comeniusplatz:[25] sie ist der 1904 benannte Straßenzug am Nordrand der Grünanlage des Platzes. Der Comeniusplatz[26] ist der östliche Teil des bei Hobrecht geplanten Stadtplatzes B, der nach beiden Seiten liegen sollte. Der Straßenzug war auf der landwärtigen Seite (also vormals an der Äußeren Communication) als Straße 4 im Plan von Hobrecht und als 4a im präzisierten Bebauungsplan benannt.[27]
- Rüdersdorfer Straße (nach West) und Torellstraße (nach Ost) sind der leicht schräg kreuzende Straßenzug[28] am Südrand des Planplatzes B. Die Rüdersdorfer Straße erhielt ihren schrägen Verlauf durch die Lage am alten Bahnhof der Ostbahn (Küstriner Bahnhof, er ist bei Hobrecht noch nicht vorhanden) und knickt erst wenig vor der Marchlewskistraße (an der geplanten Bromberger Straße) mehr nach Ost. Östlich der Marchlewskistraße setzt die Torellstraße am Südrand des Comeniusplatzes den Verkehrszug zur Kopernikusstraße fort.
- Pillauer Straße:[29] Sie mündet von der Helsingforser Straße aus Südwest. Im Hobrechtplan entspricht ihre Lage der Straße 14. Der ursprünglich längere Planabschnitt jenseits der Helsingforser (damals Bromberger) Straße ging an das Bahngelände der Ostbahn verloren. Der Straßenname von 1876 wurde nach der Stadt Pillau im Regierungsbezirk Königsberg (Ostpreußen) gewählt. In den 1950er Jahren wurde nicht wie bei ähnlichen auf Ostpreußen bezogene Straßennamen umbenannt (zu kurz und nahezu unbedeutend).[30]
- Revaler Straße:[31] Sie führt von der Marchlewskistraße nach Osten und wurde 1903 benannt und angelegt. Durch die Geländeverhältnisse verzögerte sich die Nutzung des Baulandes an den zur „Warschauer Brücke“ ansteigenden[32] Straßenteilen.
- Helsingforser Platz:[31] er nimmt eine Dreieckfläche nach West am Süden der Marchlewskistraße ein. Im Hobrechtplan besteht ein kleiner allerdings nicht benannter Platz. Den Namen erhielt er 1907. Auf ihm liegt die Wendeschleife der Straßenbahn für die Linie M 13. Durch die geänderte Lage der Wohnbauten von 1984 am nordwestlichen Eckgrundstücks entstanden knapp 400 m² Grünfläche mit der Adresse Helsingforser Platz 1. Andere Adressen hat der Platz nicht.
- Helsingforser Straße:[31] sie führt am Rand vom „Ostgüterbahnhofs“ halbseitig bebaut nach Nordwest. Die Helsingforser Straße beginnt an der Westecke des Helsingforser Platzes, der Straßenlauf am Bahngelände entlang zielt an die Ecke Warschauer / Marchlewskistraße (Warschauer Brücke). Nach Hobrechts Plan als Straße 13, im Westen ab Knick nach Norden als Straße 12 (zum Platz B) geplant wurde sie 1876 nach Bromberg (→ Bydgoszcz, damals in der Provinz Posen) benannt. Die Benennung in Helsingforser Straße erfolgte 1951. Die nordwestlich der Schule folgenden Grundstücke waren bislang nie bebaut. Der Straßenlauf ist nach wie vor vorhanden, allerdings durch Poller nicht im Durchgangsverkehr.
- Warschauer Straße:[31] Die Marchlewskistraße mündet in einem 40-m-Bogen nach Osten an die Warschauer Straße. Teilweise auf Karten ist dieses Straßenland dem Helsingforser Platz[33] zugeordnet, andererseits hat die Nordost-Bebauung zwischen den Eckhäusern Revaler Straße 102 und Warschauer Straße 33 die Adresse Marchlewskistraße 107–111 (ungerade). Bereits nach dem Hobrechtplan münden Straße 13 (→ Helsingforser), Straße 9 (→ Marchlewski-), Straße 11 (→ Warschauer Straße) und Straße 16 (→ Anschluss und Eisenbahnbrücke) an einem Punkt (52° 30′ 26,6″ N, 13° 27′ 0,3″ O).

## Geschichte der Straße

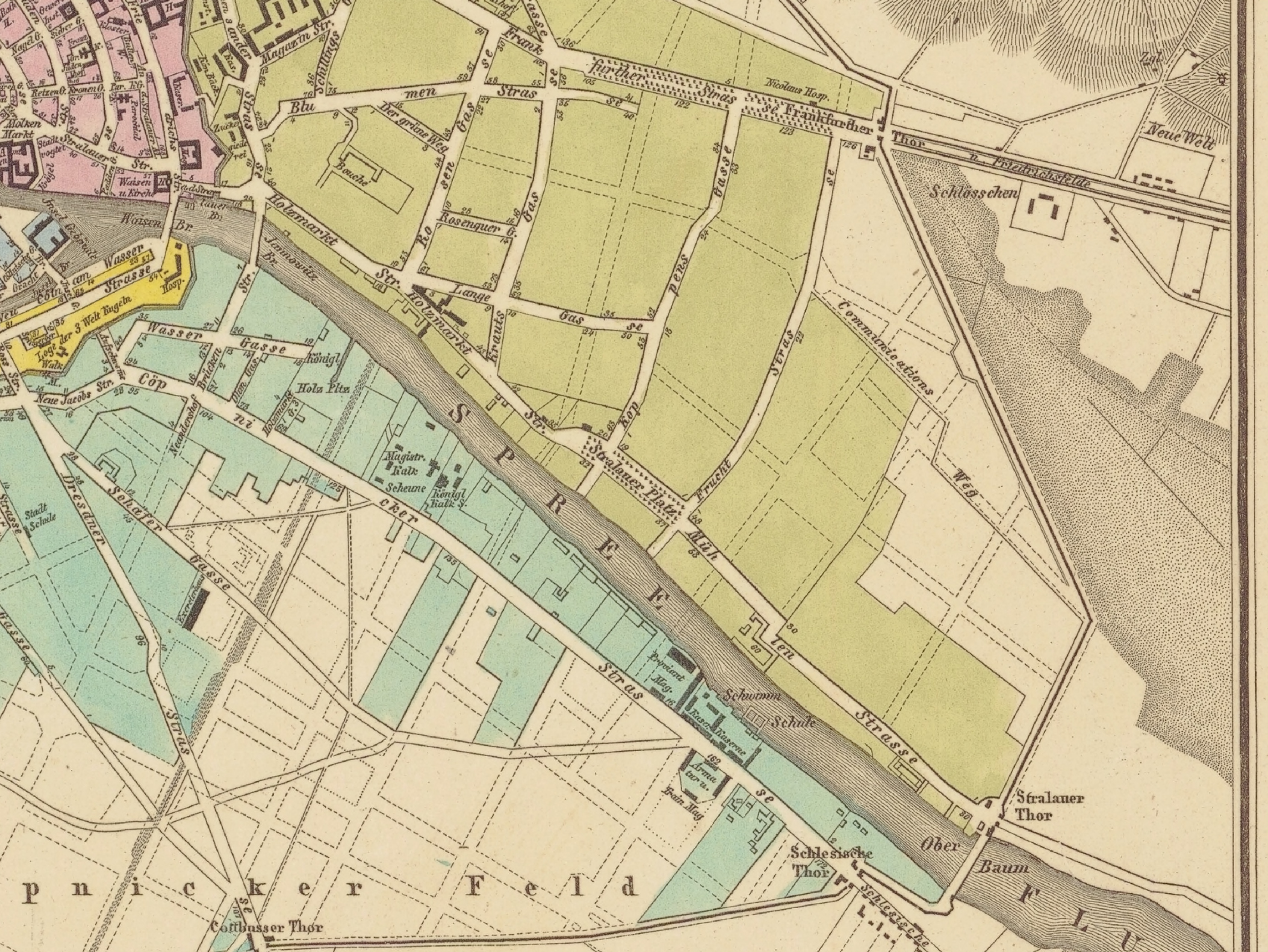
Situation entlang der Akzisemauer (zwischen Frankfurter und Stralauer Tor)

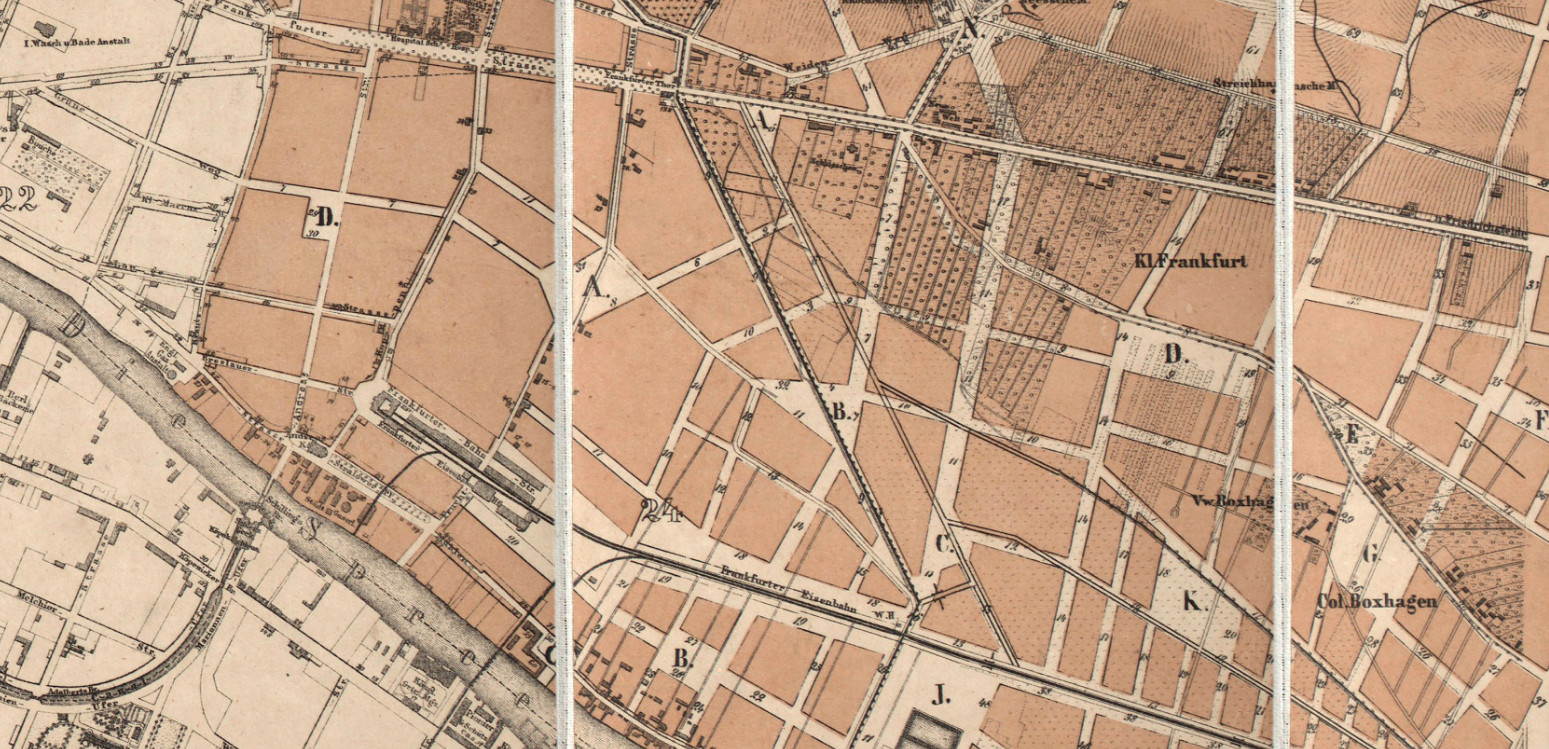
Lage der Straße 9 auf Hobrechtplan

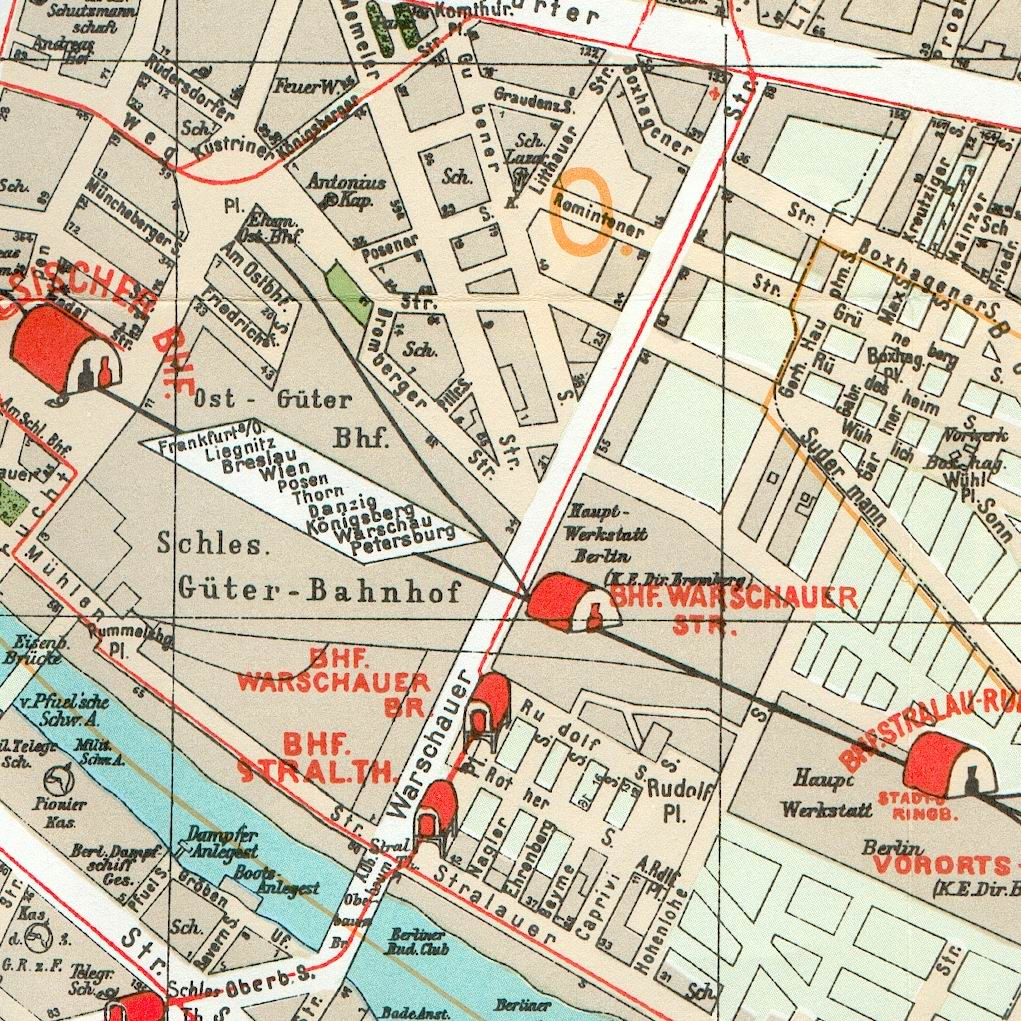
Pharusplan von 1902

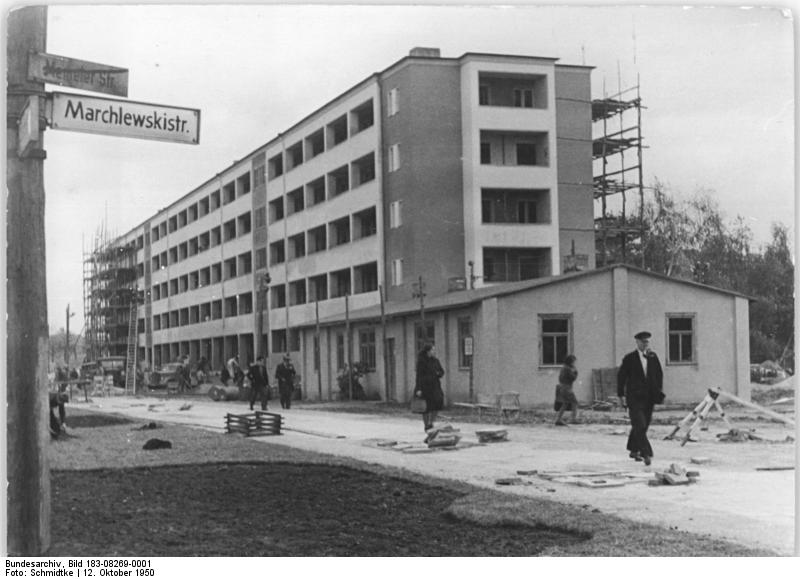
Der neue und alte Straßenname

Der Straßenzug der Marchlewskistraße entstand entlang auf der Akzisemauer südlich vom Frankfurter Thor. Das Stadttor befand sich am Standort der heutigen Wohnhäuser 96 und dem gegenüberliegenden Nummer 97, dieser historische Ort lag 800 Meter westlicher als der 1957 so benannte Stadtplatz an der Kreuzung Bersarin-/Warschauer Straße. Außerhalb der Mauer vor dem Frankfurter Thor lag die Weberwiese im Winkel zwischen Vor d. Frankfurter Thoreund Zw. d. Stralauer und Frankfurter Thor (Wiesen Weg > Gubener Straße) südlich der Frankfurter Allee. Als die Akzisemauer 1867–1870 abgerissen wurde, kam diese Fläche, die noch außerhalb Berlins lag, zum Stadtgebiet (Stralauer Viertel). Die Weberwiese wurde 1870 zum „Städtischen Park“ ausgestaltet. Das gesamte Gebiet außerhalb der Zollmauer nach Süden zur Rummelsburger Bucht war ein Feuchtgebiet. Der spätere Name des Parks als „Weberwiese“ setzte sich erst nach 1910 durch. Der Verlauf des Communicationswegs zwischen dem Frankfurter und dem Stralauer Thor knickte in Höhe der Ostbahn (Warschauer Brücke) zum Stralauer Thor an der Oberbaumbrücke. Der nach dem Bebauungsplan Hobrechts als Straße 9 geführte Straßenzug hieß (vorübergehend) Frankfurter Communication und deren Bebauung begann Mitte der 1870er Jahre. Am 17. Juli 1876 wurde vom Magistrat die Memeler Straße benannt, nach dem Bebauungsplan von 1863 war sie als Straße Nr. 9 (Abt. XV) festgelegt. Der Straßenname wurde nach der ostpreußischen Stadt Memel vergeben, dies erfolgte in Beziehung zu weiteren Straßen in der Umgebung. Die Nummerierung der Häuser und Grundstücke erfolgte in Hufeisenform vom Eckhaus Warschauer Straße (Bromberger Straße) an der rechten (Nordost-)Seite mit 1 beginnend bis zur gegenüberliegenden 85 am (seit 1907 benannten) Helsingforser Platz. Der Ausbau der Grundstücke erfolgt zunehmend, wobei Eigentümerwechsel und steigender Vermietungsgrad im Adressbuch erkennbar sind. Gastwirth Salges Haus Ecke Rüdersdorfer Straße wurde als Memeler Straße 67 / Rüdersdorfer Straße 64 nummeriert, Gutsbesitzer Bötzow (9–15) und auch Stadtrath a. D. Gerstenberg (68–77) besitzen mehrere Grundstücke als auch 1890 noch nicht bebautes Bauland, wenn auch die Eigentümer wechselten. Die südlichen Teile der Straße wurden erst später bebaut, noch auf der Sineck-Karte von 1889 sind sowohl anschließen von Memeler Straße 3 und 83, als auch an der Warschauer Straße die Böschungen zwischen Gelände und Warschauer Brücke erkennbar. 1875 sind zehn Mietshäuser errichtet und teilweise bezogen, 1880 sind es bereits 37 Mietshäuser, die anderen Grundstücke sind Bauland, Holzhandlungen, Stätte- und Zimmerplätze oder als Garten ausgewiesen, auch zwei Fuhrherren haben ihren Platz, die Seitenstraßen wurden zunehmend angelegt.

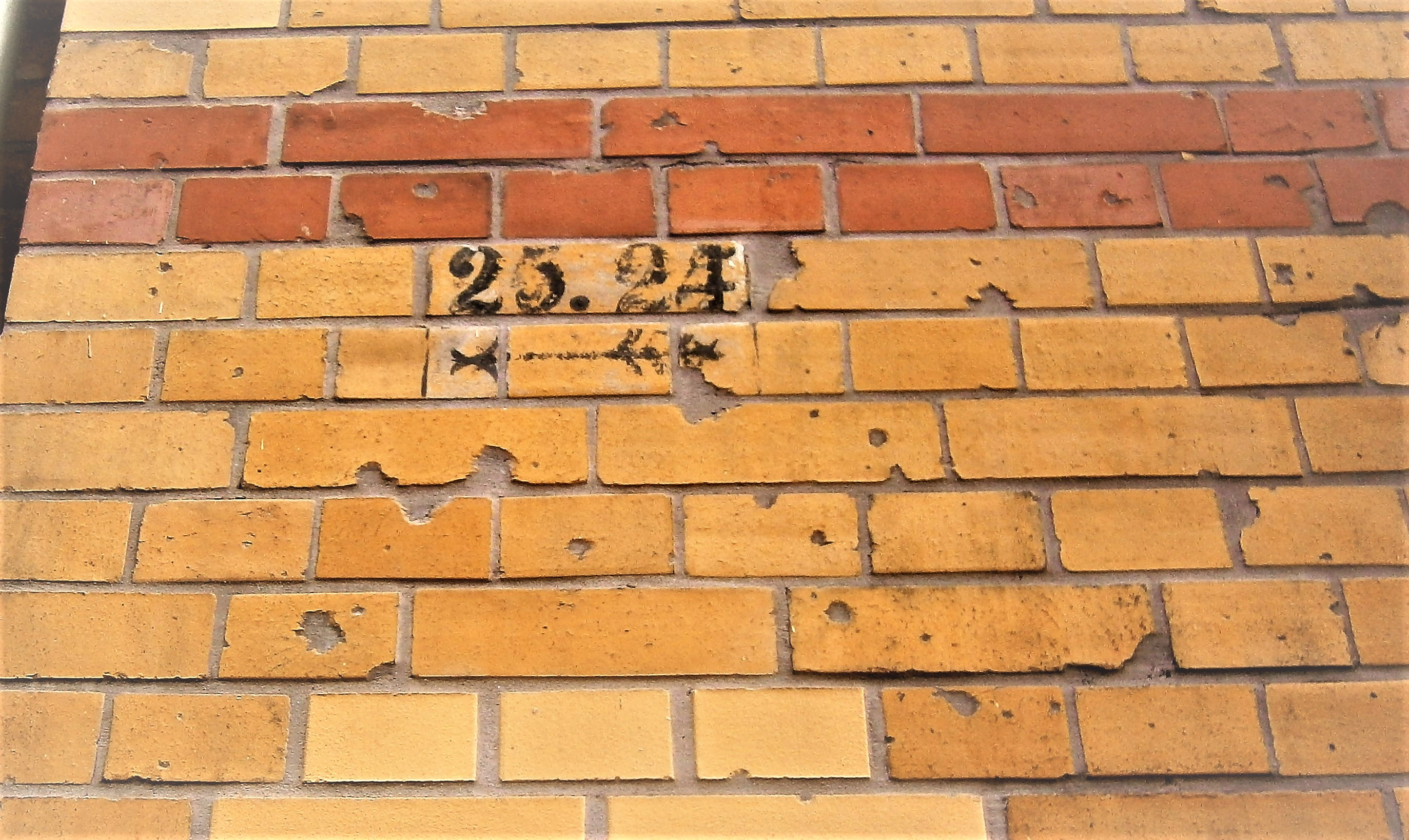
Alte Hausnummer am Wohnhaus Marchlewskistraße 45

Die Schule und das Lehrerwohnhaus Memeler Straße 24/25 standen 1880 im Rohbau. Bereits 1875 wurde eine Gemeindeschule erbaut, sie belegt das Grundstück Memeler Straße 38, wurde aber Fruchtstraße 38 adressiert. Am nördlichen Abschluss der Frankfurter Allee befand sich seit Anfang der 1870er der „Städtische Park“ (Weberwiese) von der Königsberger Straße her, diesem gegenüber lag von der Fruchtstraße als Memeler Straße 38 die auf Magistratsbauland errichtete 52. und 71. Gemeindeschule. Auf Grundstück 39 war 1880 noch ein Holzplatz des Magistrats, 1884 entstand das 52. Polizei-Revier, dazu die Feuerwache „Memel“. Ein Jahrzehnt später standen 1890 bereits 16 weitere Mietshäuser, das sind 54 Wohnhäuser. Das an die Warschauer Straße reichende Grundstück Nummer 1 wurde 1875 noch als Bauland von Graf von Voss genannt, gehörte dann der Königlichen Ostbahn und den Vosseschen Erben und 1890 ist der Magistrat Berlins der Eigentümer. Das Grundstück als Bauland der Stadt Berlin wurde 1907 zusammen mit dem Anlegen der Revaler Straße und dem Helsingforser Platz bebaut. Unter 1, 1a und 1b sind Neubauten und an der Südecke das bereits bezogene Eckhaus Memeler Straße 1 / Revaler Straße 1. Diese Gebäude an der Ecke Warschauer Straße blieben von Kriegseinwirkungen verschont. Für 1910 waren mit 81 Mietshäusern alle Wohngrundstücke bebaut. Die Anzahl der Mieter stieg bis auf über 60, da die Bebauung mit Quer- und Hofgebäuden verdichtet war, wobei auch Gewerbebetriebe und Ladengeschäfte angesiedelt waren. Auf Memeler Straße 24/25 und 38 waren Schulen, auf 39 die Feuerwache, das Grundstück 53/54 war ein Baugeschäft, unter Memeler Straße 67 an der Ecke Rüdersdorfer Straße steht die Gastwirtschaft (vormals Salgesches Haus) von Gastwirt Litfin. Die vormals bis Nummer 90 gezählten Grundstücke der Frankfurter Communication (Bauland von Baumeister Biermordt) gingen im Helsingforser Platz und der entlang des Bahngeländes halbseitig bebauten Bromberger Straße (→ Helsingforser Straße) auf. Die Anzahl der Grundstücke und die Anzahl der Wohnhäuser sind durch Doppel- und geteilte Grundstücke nicht vergleichbar. 1920 waren es Grundstücke mithin weiterhin diesen 81 Mietshäusern.
Für das Jahr 1943 sind im Adressbuch 80 Mietshäuser neben den anderen Grundstücken angegeben. Vorwiegend waren es Mietshäuser mit 20 bis 30 Parteien, durch Seiten- und Quergebäude werden auch einige (Memeler Straße 2, 7, 16a, 45, 52, 56) Häuser mit 50 bis 70 Mietern aufgeführt. Zudem bestanden das Lehrerwohnhaus und die Schule unter Memeler Straße 24/25, das Haus 33 der Comenius-Lichtspiele, die Lazarusgemeinde auf dem Grundstück 53/54 der Stadtsynode, Memeler Straße 39 die Feuerwache „Memel“ der Stadt Berlin und auf Grundstück Memeler Straße 38 die Volksschule (Adresse: Fruchtstraße 38). Am Ende des Zweiten Weltkriegs war etwa jedes dritte Haus zerstört. Die anderen Gebäude galten bis auf einen kleinen unbeschädigten Anteil als „wiederaufbaubar“. Die Ruinen waren bis zu Beginn der 1950er Jahre abgeräumt, erste Gebäude waren wieder bewohnbar gemacht. Insbesondere im Nordteil der Straße von der Stalinallee her wurden die Neubauwohnhäuser unabhängig von den bestehenden Katasterflächen errichtet.
Die Umbenennung der Memeler Straße stand im Zusammenhang mit der Überführung der sterblichen Überreste Marchlewskis von der Gedenkstätte der Sozialisten in Berlin-Friedrichsfelde auf den Militärfriedhof Warschau in der Volksrepublik Polen im Mai 1950.

## Ausgewählte Bauwerke

### Ehemalige Feuerwache (Kulturhaus)

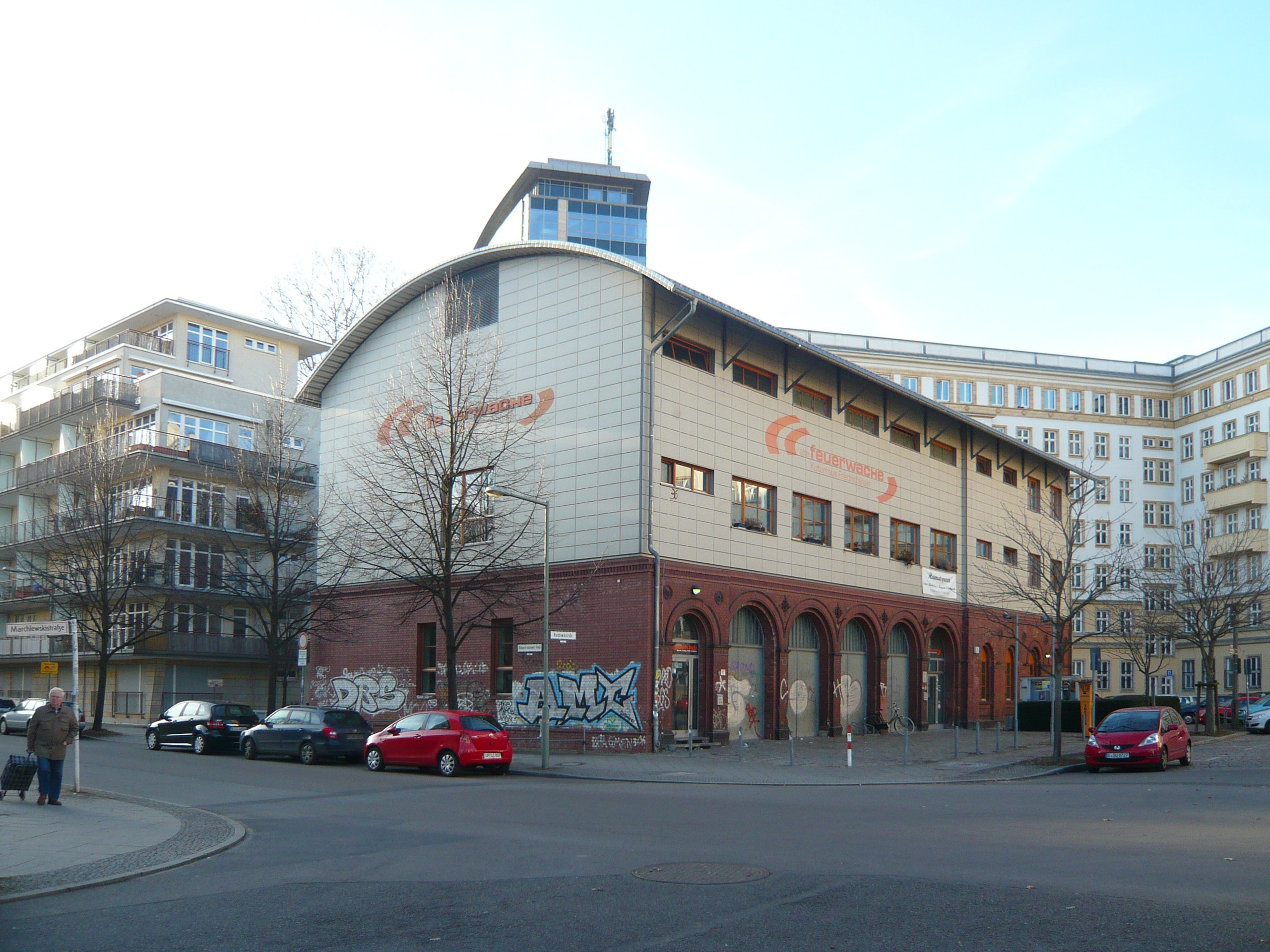
Kulturhaus Friedrichshain

Unter der früheren Hausnummer 39 (→ Marchlewskistraße 6) steht die 1884 eröffnete ehemalige Feuerwache Friedrichshain Wache Memel. Der Gebäudekomplex wurde nach Plänen von Hermann Blankenstein für die Berufsfeuerwehr Friedrichshain errichtet. Es war ein dreigeschossiger Bau mit roten Verblendklinkern und Terrakottareliefs. Für die Ausfahrten der Feuerwehr waren vier Tore im Stil der Neorenaissance vorhanden. Nach dem Zweiten Weltkrieg war nur noch das Erdgeschoss erhalten. Das Haus erhielt 1946 ein Notdach und wurde bis 1956 weiter für die Feuerwehr genutzt. Die darauf in das neue Gebäude umzog.
Das gut erhaltene Erdgeschoss besteht aus den charakteristischen rundbogigen Wagenausfahrten im Backsteinlook. Die Fassade der neu erbauten ersten und zweiten Etage ist mit hellen Großkacheln verkleidet, und das neue Dach ist als Tonnengewölbe ausgeführt. Das Bauwerk erhielt äußerlich das Aussehen eines Eisenbahnwagens. Das Gebäude wurde restauriert und im Jahr 1998 mit einer Ausstellung über die Brauereigeschichte Friedrichshains als Heimatmuseum Friedrichshain eröffnet.
In einem Flügel befindet sich die Ortsteilbibliothek, die aus einem inzwischen abgerissenen Plattenbau aus der Mollstraße kam. Bei der 2001 vom Senat beschlossenen Bezirksfusion wurde das Heimatmuseum Friedrichshain mit dem „Kreuzberg Museum“ 2002 zum neu konzipierten Bezirksmuseum Friedrichshain-Kreuzberg in der Adalbertstraße 95a in Kreuzberg zusammengelegt. Die Kultureinrichtung Alte Feuerwache des Bezirks zeigt Ausstellungen, es gibt ein kleines Theater (Studiobühne) und es ist ein Treff für nachbarschaftliche Veranstaltungen. Über einen gesonderten Zugang ist die Jugendeinrichtung „feuerwache“ für Kinder und Jugendliche ab zwölf Jahren zugänglich.

### Wohnhochhaus Weberwiese

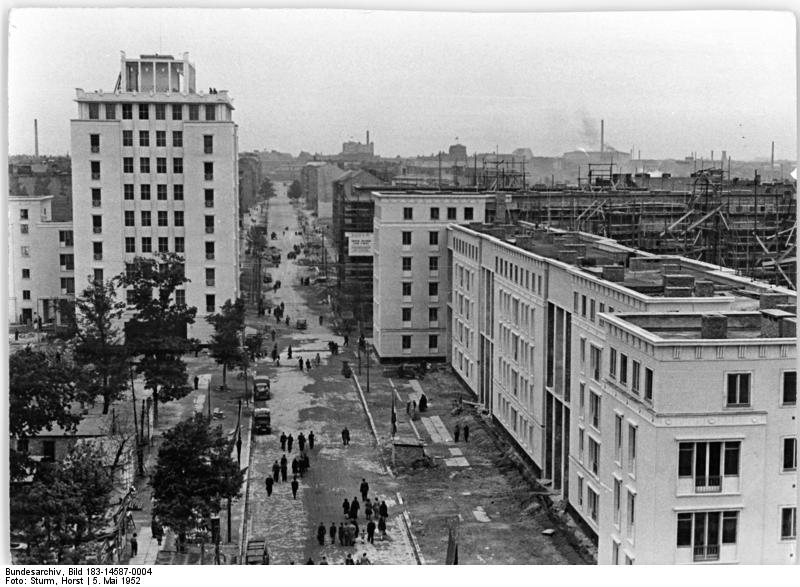
Blick in die Marchlewskistraße, links das Hochhaus an der Weberwiese, noch unfertig

Im Nordost der Straße liegt die historische Weberwiese mit dem nach ihr benannten neungeschossigen Hochhaus an der Weberwiese (Hausnummernbereich 25–25c). Es wurde 1952 als eine der ersten Neubauten nach dem Zweiten Weltkrieg nach Planungen von Hermann Henselmann fertiggestellt und verdienten Bürgern zur Nutzung übergeben. Die Grünanlage vor dem Gebäude ist mit einem Springbrunnen, einer Bronzeskulptur, Bänken, Büschen, Bäumen und Liegewiesen ausgestattet. Zusammen mit umgebenden Wohnbauten des Architektenkollektivs Henselmann der 1950er Jahre bildet es ein Denkmalensemble.
Der Wohnkomplex an der Westseite der Marchlewskistraße gegenüber der Weberwiese und dem Hochhaus wurde ebenfalls vom Kollektiv Henselmann entworfen und 1951/1952 erbaut. Die Wohnzelle (Hausnummernbereich 16–22) wurde mit einem Relieffries geschmückt, der Szenen vom Wiederaufbau Berlins zeigt. Der Wohnblock 16–22 nördlich der Ecke Fredersdorfer Straße an die Hildegard-Jadamowitz-Straße und unter 24–30 südlich bis zum Eingang am Lazarushaus umfasst je vier Wohnhäuser. Der nördliche Wohnblock überspannte dabei vormals sieben, der südliche fünf beräumte Grundstücksflächen.

### Ehemaliges Lehrerwohnhaus

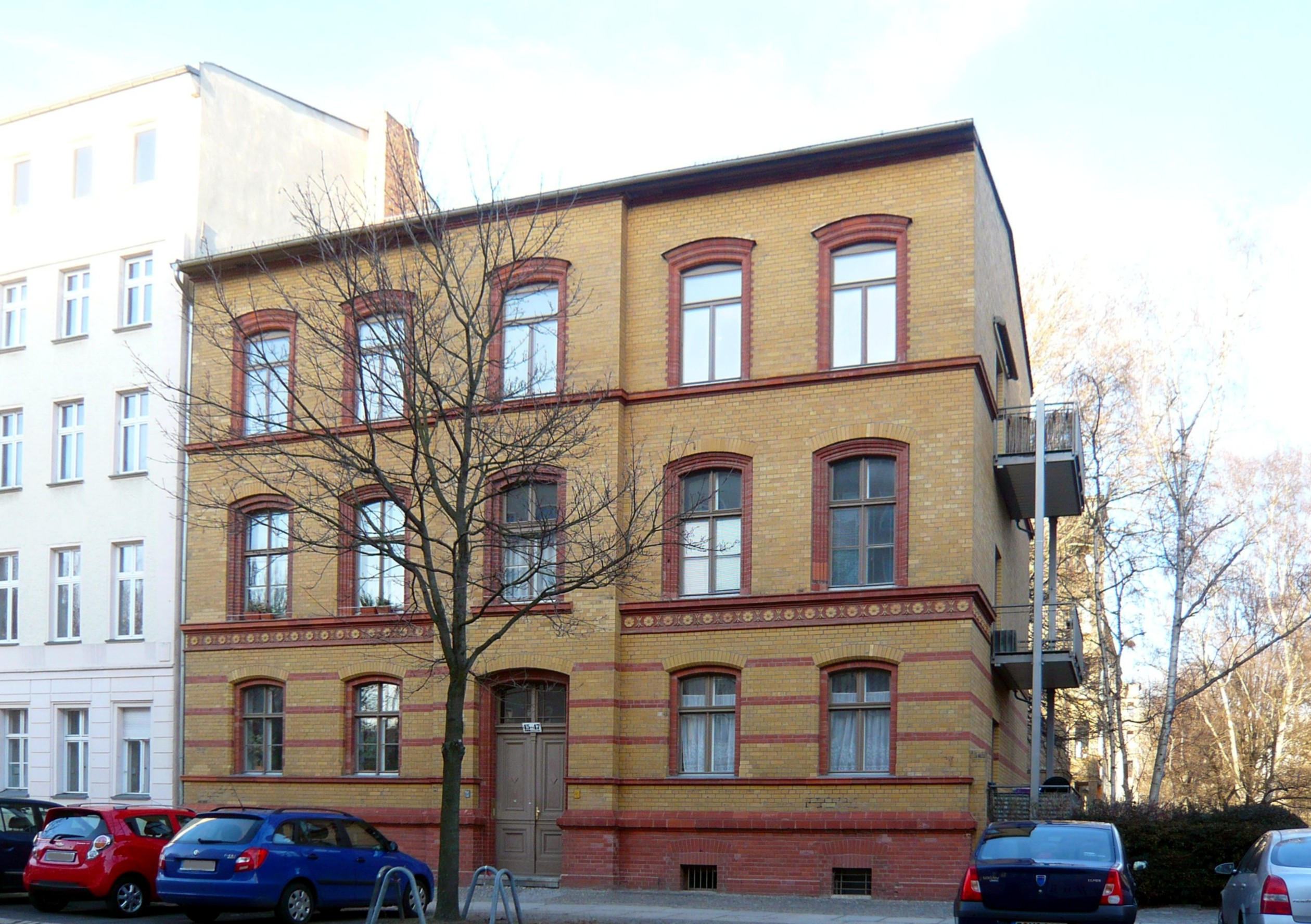
Denkmalgeschütztes ehemaliges Rektorenwohnhaus

An der Marchlewskistraße (damals: Memeler Straße 24/25) wurde zu Beginn des 20. Jahrhunderts eine Gemeinde-Doppel-Schule (87., 98. und 257. Gemeindeschule, danach Handelsschule und 256. Volksschule) zusammen mit dem Wohnhaus für den Rektor („Lehrerwohnhaus“) nach Entwürfen von Hermann Blankenstein und Bernhard Mylius erbaut. Die 87. und 98. Geindeschule zog 1908 in den Neubau Bromberger Straße (→ Datheschule) um, die 256. Gemeindeschule (kathol., Knaben- und Mädchen). aus dem Mietshaus 68 zog hierher. Das Schulgebäude auf Marchlewskistraße 44 (Zugang über 47) wurde kriegszerstört und existiert nicht mehr. Das erhaltene Rektorenwohnhaus (Nummer 45) ist ein dreigeschossiger mit gelben und roten Klinkern verblendeter fünfachsiger Mauerwerksbau. Die Fassade wird durch Zierfriese, rote Querstreifen und Gesimse aufgelockert und besitzt mittig ein leicht vorgebautes Portal. Es wird nach Umbauten als Wohnhaus genutzt. Das Grundstück der Schule wurde von der Gubener Straße her mit 13–13d bebaut.

### Polizei- und Feuerwache

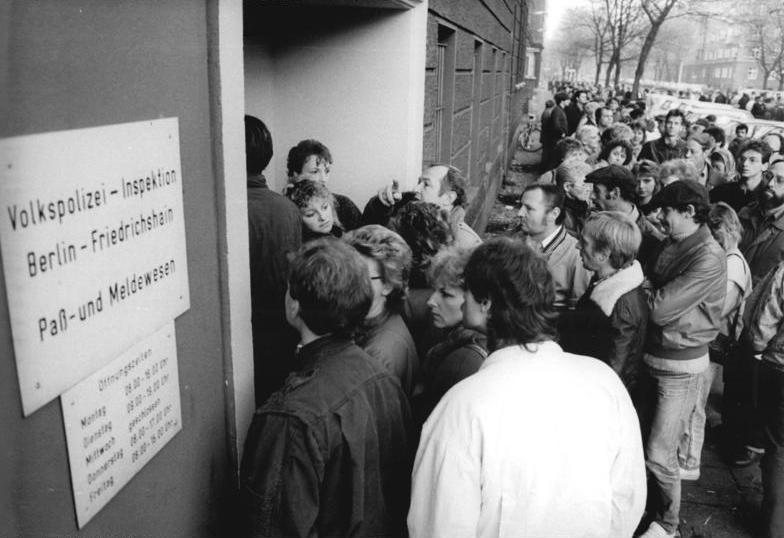
Eingang der VP-Inspektion

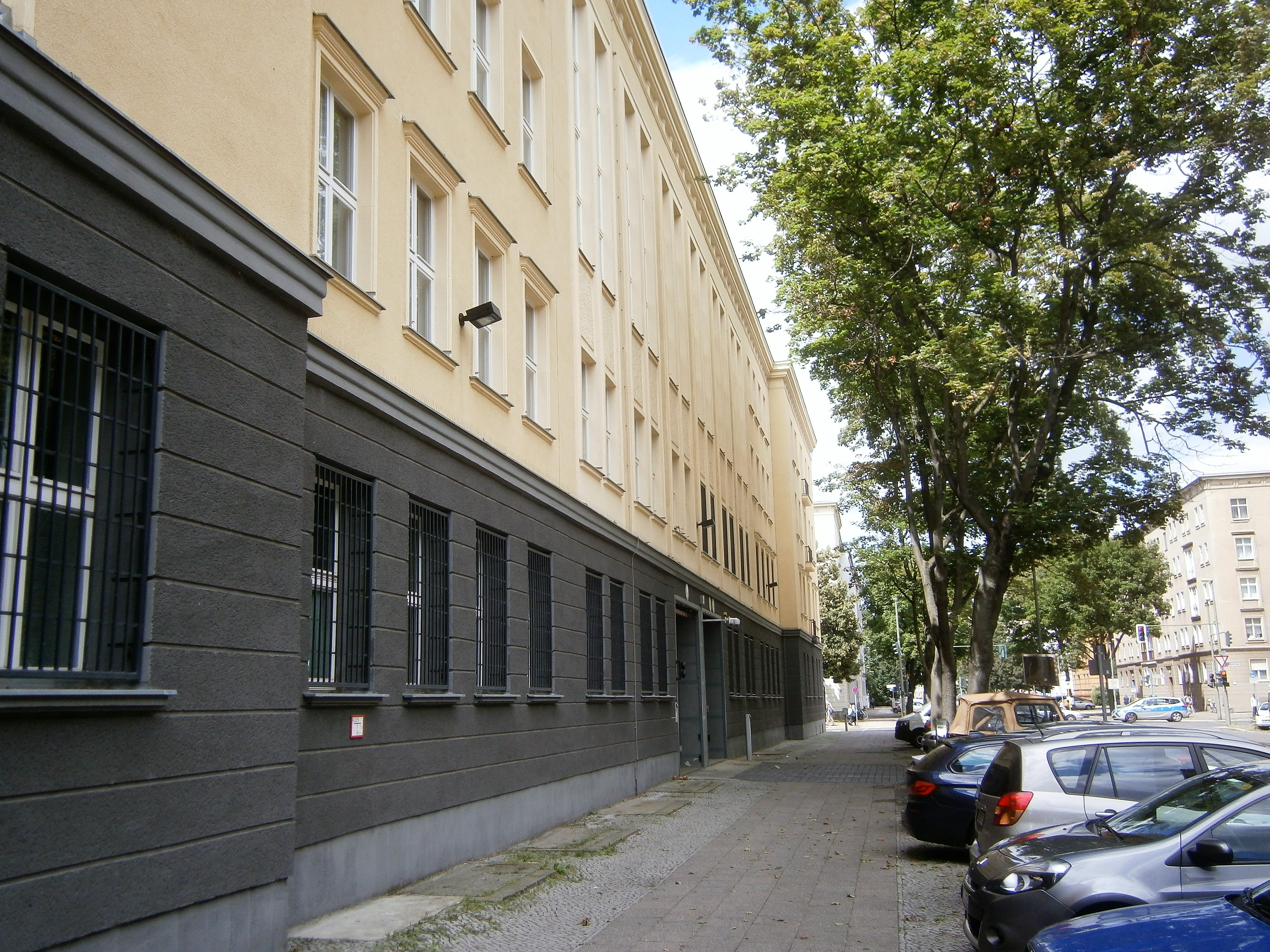
Feuerwehrkomplex Marchlewskistraße 66 (östlicher Gebäudeteil)

Das gesamte Verwaltungsgebäude im Südwesten von Marchlewski-/Wedekindstraße dient als Polizeidienststelle (Revier 51 und Landeskriminalamt) und Standort der Feuerwehr. Das viergeschossige an der Hauptfront in der Wedekindstraße auf fünf Geschosse ansteigende Gebäude wurde um 1957 errichtet. Das Verwaltungs-/ Bürogebäude wurde bis 1990 von der „Polizeiinspektion Friedrichshain“ (Polizeiverwaltung dieses Stadtbezirks) genutzt. Es besteht weiterhin die Polizeiverwaltung und es wird vom Polizeirevier genutzt. Vor den Kriegszerstörungen befand sich ein Wohnhauskarree als schiefwinkliges Viereck zwischen Rüdersdorfer Straße 53–63, Posener Straße 1–8 sowie Memeler Straße 60–66 mit 25 Mietshäusern und deren Quergebäuden auf diesem Gelände. Das neue Gebäude wurde darauf mit vier rechtwinklig angeordneten Gebäudeteilen erbaut. Auf Grund des schräg gewinkelten Verlaufs der Rüdersdorfer Straße liegen nur die zwei Gebäudeteile Marchlewskistraße und Wedekind an der Straßenfront. Der West- und Südflügel liegen im Knick der Rüdersdorfer Straße. Der Nordflügel wird von der Polizei mit Revier 51 und vom Landeskriminalamt genutzt. Die Ausfahrt für die Einsatzfahrzeuge der Feuerwehr befindet sich am Westflügel, zusammen mit dem Süd- und Ostflügel befinden sich Verwaltungen der Berliner Feuerwehr, die Feuerwache der Berufsfeuerwehr im Bezirk und die Freiwillige Feuerwehr von Friedrichshain in diesem Gebäudeteil. Auffällig ist der wohl bislang (Stand 2017) unsanierte Bau auf Grundstück 66/68 (vormals lag grundstücksgleich Memeler Straße 64/65). Zwischen Süd- und Ostgebäude (Marchlewskistraße 66) bestand wohl eine Torausfahrt, die Nordostecke Marchlewski-/ Rüdersdorfer Straße blieb nach der Ruinenberäumung unbebaut. 2011 waren Teile der Polizeiwache für den Ausbau zu Wohnzwecken vom Liegenschaftsfonds, der landeseigene Grundstücke bestmöglich vermarkten soll, angeboten worden.
Auch die drei anderen Eckhäuser der Kreuzung Marchlewski-/Wedekindstraße sind in der Berliner Denkmalliste aufgenommen.
- Im großen Gebäudeblock an der Westecke (Marchlewskistraße 57/Wedekindstraße 18) betreibt das Johannische Sozialwerk eine Filiale.[72] Zuvor war in den Räumen eine Bibliothek des Stadtbezirks Friedrichshain untergebracht. Das Eckhaus (vorher Memeler Straße 18/19/ Posener Straße 9[73]) war 1888 erbaut und in den 1950er Jahren restauriert worden.[74] Die anschließenden in den 1950er Jahren errichteten Wohnbauten Marchlewskistraße 59–63 (ungerade, vormals Memeler Straße 16/16a/17) zum Comeniusplatz entstanden im Stil der Wohnbauten an der Weberwiese.[75]
- Die Nordecke (Marchlewskistraße 51, vormals das im Krieg zerbombte Eckhaus Memeler 20/ Posener Straße 23) gehört zur Wohnanlage Marchlewski-/ Wedekind-/ Gubener und Lasdehner Straße.[76]
- An der Westecke in die Wedekindstraße hinein entstand (ebenfalls) in den 1950er Jahren auf dem beräumten Grundstück des Eckhauses Memeler Straße 59b der denkmalgeschützte Eckbau in die Wedekindstraße,[77] die nach Norden anschließenden Wohnhäuser Marchlewskistraße 42–48 bis zum Eingang zu Lazarushaus entstanden bereits vor 1900 und blieben ohne wesentliche Kriegsschäden (Memeler Straße 55–59a).

### Weitere Bauten

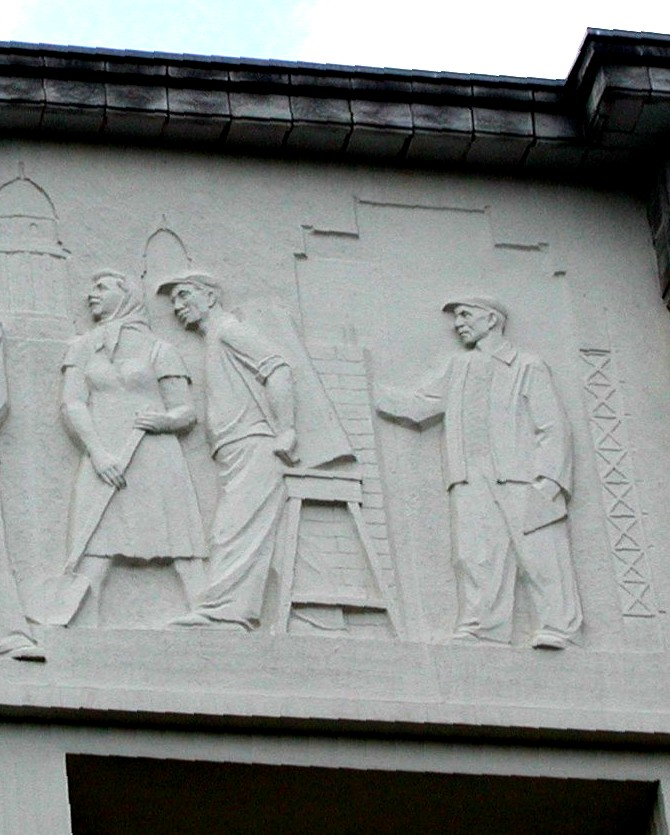
Fries (Ausschnitt)

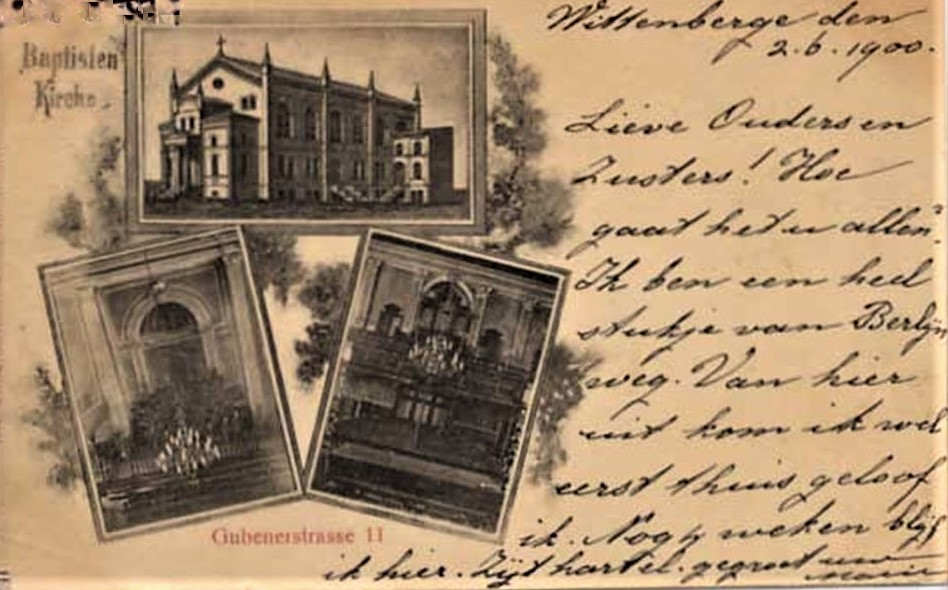
Baptistenkirche Gubener Straße 11 um 1900 (im Zweiten Weltkrieg zerstört)

- Unter der Hausnummer 25d gab es eine Kita und auf 25e steht die „Schule am Friedrichshain“ (Sonderpädagogisches Förderzentrum). Erbaut wurde dieses Gebäude um 1970 als Typenbau „Kindergarten/Kinderkrippe-Kombination“. Die aktuelle Nutzung erfolgt als Einrichtung des Bezirks. Einerseits ist der Förderverein für Jugend- und Sozialarbeit als sozial-orientierte Einrichtung hier tätig. Ein weiterer Nutzer ist das Begegnungszentrum des Vereins Integral – Bürgerinitiative für Menschen mit Behinderungen.[78] Die auf diesem Grundstück ehemals von der Gubener Straße 10 zugängliche Baptistenkirche wurde im Krieg stark beschädigt und in der Nachkriegszeit aufgegeben. Die Fläche zwischen Gubener (6–10) und Marchlewskistraße (27–37) wurde Ende der 1960er Jahre entkernt, wodurch eine Freifläche entstand. Darauf wurde das Gebäude 25e/25d errichtet, die Straßenfront der Gubener Straße mit einem siebengeschossigen Wohnhaus geschlossen und der verbliebene Grund bis an den abschließenden (querstehenden) Wohnblock Gubener Straße 13–13d als Grünfläche gestaltet.
- In dem am 25. Oktober 1931 eingeweihten Gebäude[79] Marchlewskistraße 40 (damals Memeler Straße 53/54) befindet sich die evangelische St. Lazarus-Kirchengemeinde.[80] („Lazarushaus“)[81] Als die St. Markus-Kirche in Friedrichshain (Lazaruskirche in der Romintener Straße, 1936: → Grünberger Straße) im November 1943 durch Bombentreffer beschädigt wurde[82][27] und 1944 das Kirchenschiff bereits offen war, zog die Markus-Gemeinde ebenfalls zum Lazarushaus um. Die Ruine am Standort Grüneberger / Kadiner Straße wurde 1949 abgetragen. Die Lazarusgemeinde war 1892 aus der großen Markusgemeinde hervorgegangen. Das Grundstück der Lazarusgemeinde war vor der Errichtung des Gemeindebaus als Doppelgrundstück 53/54 mit 4700 m² Fläche genannt. Davon war der nördlichere Teil Memeler Straße 53 mit einem Wohnhaus an der Straße bebaut sowie mehreren Gebäuden in der Blocktiefe. Das Grundstück ging 1926 vom Fournierholzhändler Pietsch[83] an die Stadtsynode (Lazarusgemeinde).[84] Das Gemeindehaus wurde in der Mitte der schräg zur Straße liegenden Grundstücksfläche errichtet, es wurde im Krieg beschädigt. Spätestens seit den 1950er Jahren und der neuen Nummerierung wurde das Grundstück als getrennt dargestellt: der Eingang zum Bau mit dem Kirchensaal erfolgt über Marchlewskistraße 40 eine dreieckige Fläche 36 am Norden mit 750 m² gehört allerdings ebenfalls der Lazarusgemeinde. Das kriegsbeschädigte Vorkriegs-Wohnhaus wurde schwer getroffen und es wurden bauliche Veränderungen durchgeführt. Hinter der Grundstücksmauer mit ungefähr 20 m Straßenlänge steht ein eingeschossiges (Rest-)Gebäude an der Nordostecke.

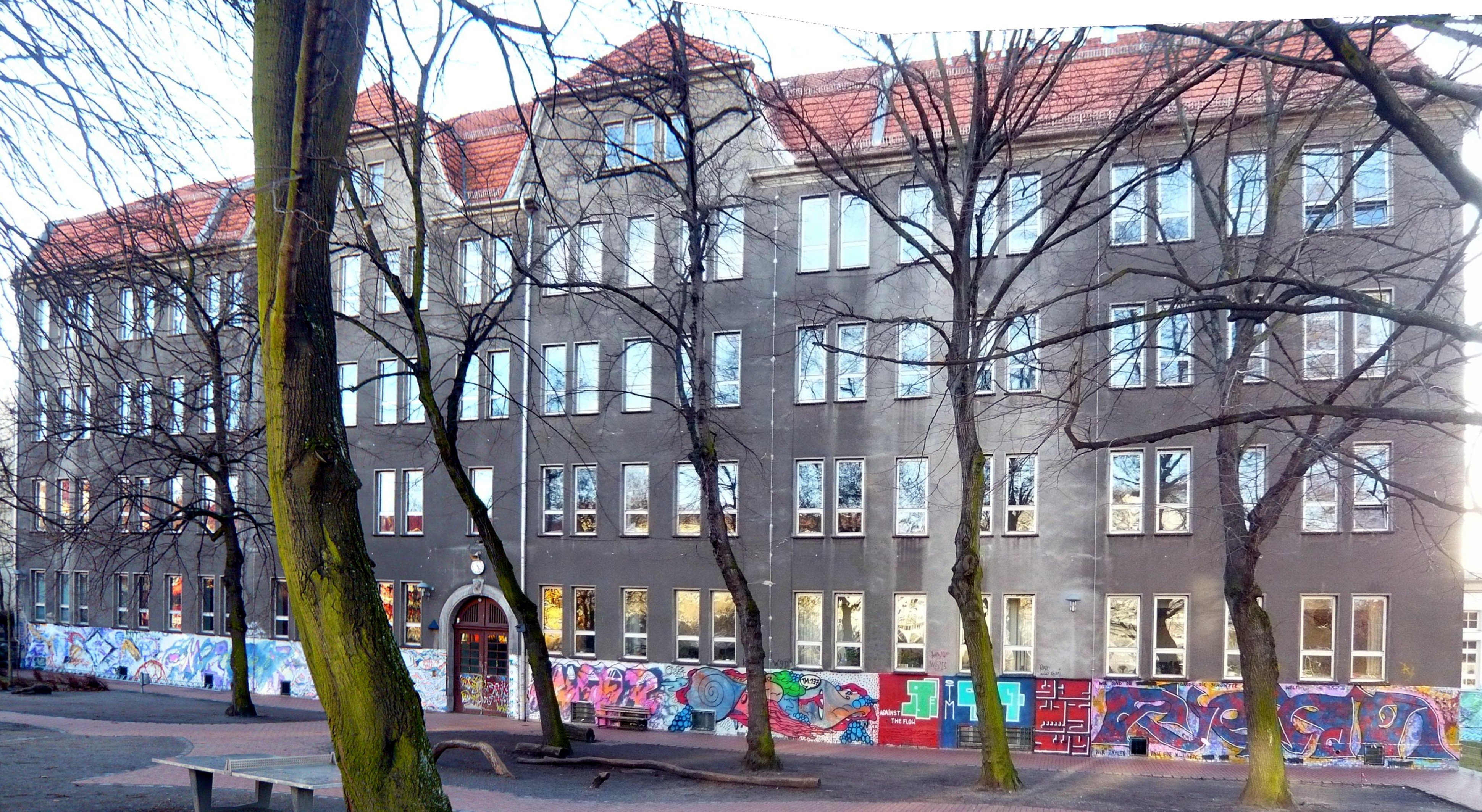
Hofseite der Datheschule

- Zwischen der Rüdersdorfer Straße und der Pillauer Straße liegt an der Marchlewskistraße eine mit einem öffentlichen Kinderspielplatz genutzte Grünfläche, der rückwärtige Schulhof und an der Ecke (Pillauer Straße) die Sporthalle der Dathe-Schule (14./16. Oberschule, Lilo-Hermann-Schule). Diese ist mit Helsingforser Straße 11/13 adressiert ist. Die 87. und 89. Gemeindeschule wurde 1907 vom Magistrat auf Bauland des Baustadtraths Gerstenberg[85] an der Bromberger Straße 13/14[86] erbaut. Bis zu den Bombenschäden 1943/1944 grenzte der Schulhof an die Hinterseite der Wohnhäuser Memeler Straße 67–72/73 (im Norden auf der Rüdersdorfer Straße). Nach den Kriegszerstörungen dieser Mietshäuser und der anschließenden Beräumung von Ruinen wurden die Grundstücke nicht wieder bebaut. Die Schule besitzt offiziell über die Grünfläche Marchlewskistraße 78 das zwischen liegende Grundstück mit Zugang und Verbindung zur Marchlewskistraße.
 Die Vorkriegswohnhäuser waren anschließend an das Comenius-Kino 68, 69, 70(/71) und 72/73 (mit Pillauer Straße 1). Das Bauland auf der Innenseite der (abgerissenen) Zollmauer gehörte (bis Höhe Marchlewskistraße 94) anfangs dem Bauunternehmer Biermordt aus der Rüdersdorfer Straße 47 und wurde 1877 vom Baustadtrath Gerstenberg übernommen. 1890 entstanden die ersten Neubauten auf den verkauften Grundstücken 68 und 69, 70–77 blieben noch ein Holzplatz. Unter den Gerstenbergschen Erben wurde 1897 auf dieser Fläche wieder Bauland und die Planstraße als Pillauer Straße angelegt. 1892 wurde im Mietshaus 68 (36 Mietsparteien, zwei Seitenflügel, bis 1900 bestehend) der „II. Volkskindergarten des Ostens“ eingerichtet. 1900 zog in das Haus 69 (Straßengebäude ohne Hinterhaus war es im Besitz des Rentiers Hirschberg) die (kathol.) 226. (Knaben-)Gemeindeschule ein, als Mieter blieben nur eine Margarine- und die Posamentenhandlung. Diese 226. (katholische) Gemeindeschule befand sich danach in der Baruther Straße 20. 1905 ist die 256. Gemeindeschule (Knaben und Mädchen) für Memeler Straße 69 notiert, von da zog diese (katholische) 256. in die Memeler Straße 24/25. 1907 wurde auch der Schulneubau Bromberger Straße dahinter fertig: 87. und 98. Gemeindeschule.[61] Im Haus 69 wohnten wieder zehn Mieter. Die Gerstenbergschen Erben haben an verschiedene Bauherren verkauft: 1905 stehen Ecke Pillauer Straße die beiden Neubauten Memeler Straße 72/73 und 74/75 (folgend 76 und 77).[87] In der Pillauer Straße 1, 2 und 7 steht 1905 jeweils ein Neubau, die Grundstücke zur Bromberger Straße waren dann 1906 erbaut und bezogen.[88] In der Memeler Straße 76 befand sich die Firma Bartz mit einer Buttergroßhandlung.[89]

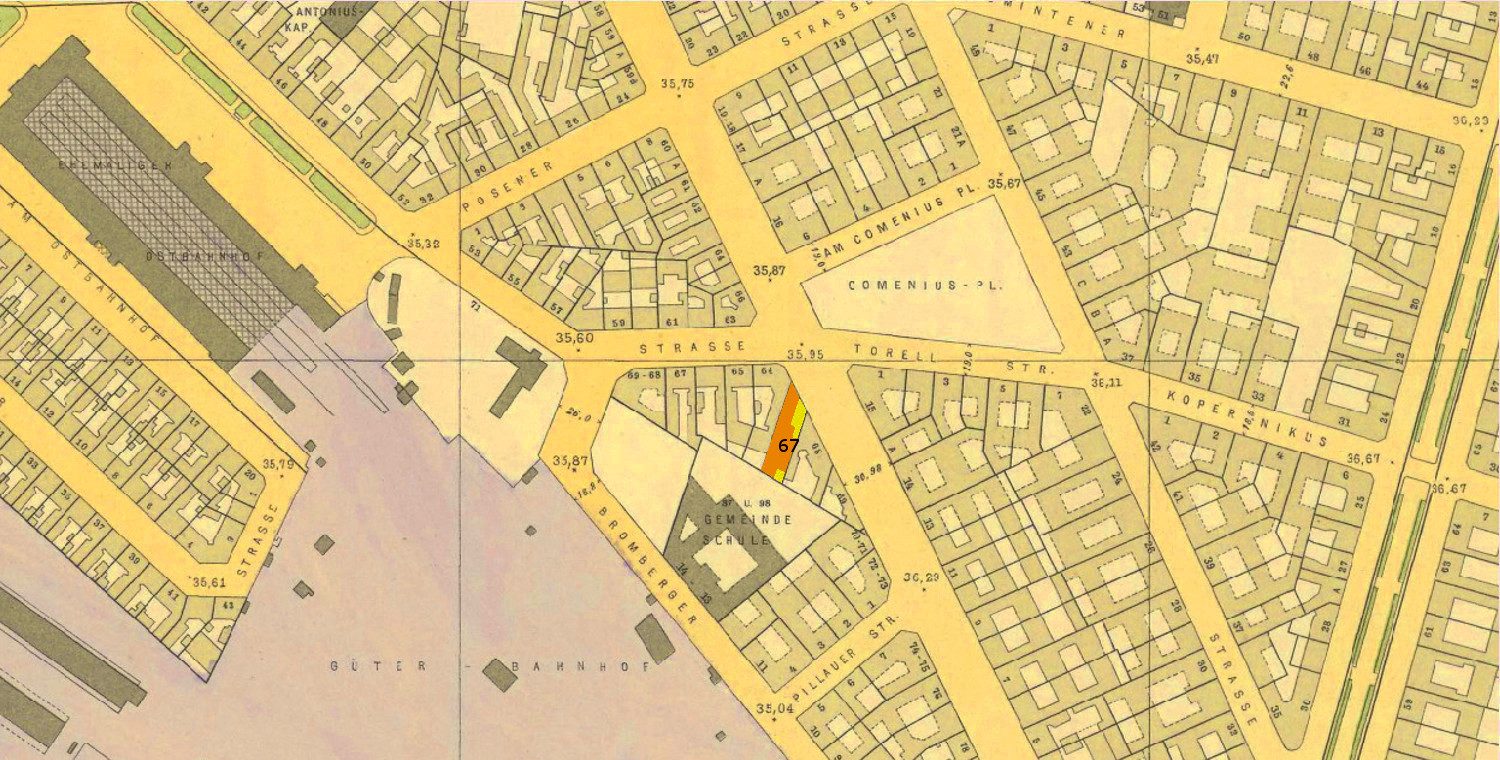
Lage des Grundstücks der Comeniussäle und der Comenius-Lichtspiele

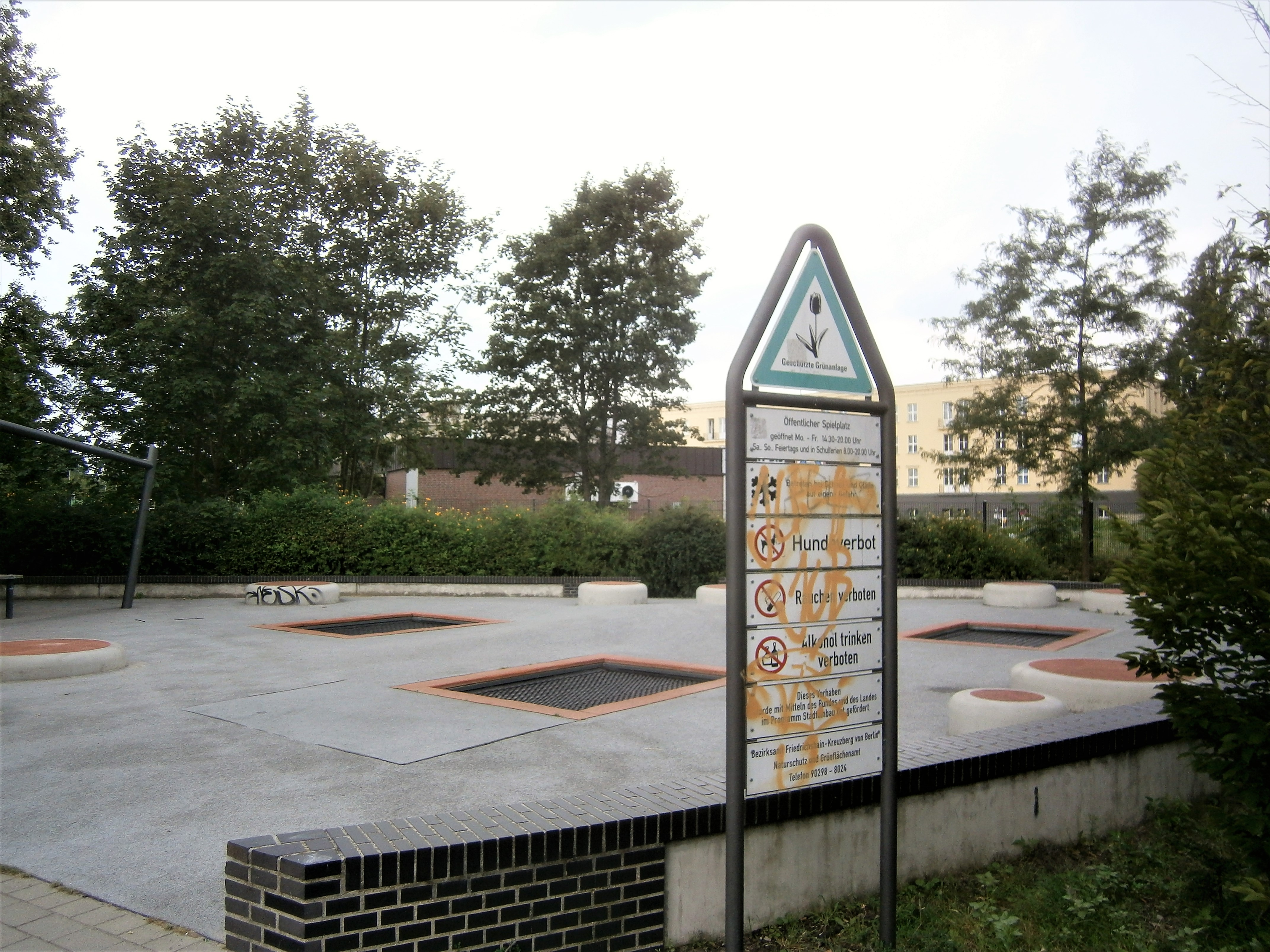
Das Kinogrundstück, 2017

- 1931 eröffneten in den Comeniussälen[90] die Comenius-Lichtspiele.[91]
 Das Gebäude auf dem Eckgrundstück der Rüdersdorfer Straße mit der Communication (ab 1876: Memeler Straße 67) hatte der Tischler Salge 1870[92] errichtet und 1871 seine Gastwirtschaft eingerichtet. Als Salge 1875/1876 den westlichen Teil seines Grundstücks als Bauland abtrennte[93] verblieben ihm 650 m²[94] mit der Restauration, die noch um den Saalbau erweitert wurde.[95] 1885 verstarb Salge und seine Witwe verkaufte die Immobilie an den Gastwirt Ernst Herzog aus Groß-Lichterfelde. Der 1880 eingezogene Gelbgießer Junge wohnte noch bis 1901 im Haus, in dem meist zwei bis drei Mietparteien eingetragen waren. Der Gastwirt Herzog verzog ab 1905 in die Memeler Straße 78, aber blieb Eigentümer in der 67 und vermietete die Gastwirtschaft mit deren Wohnung im Parterre: 1905 an Paul Litfin, 1916 an W. Grundwaldt und ab 1920 an den Gastwirt Richard Hauch. 1925 wurde Richard Hauch als Inhaber der Comeniussäle genannt, Frau Ida Hauch (geb. Häcker) war Inhaberin des Grundstücks (in der II. Etage wohnte der Buchdrucker Richard Hauch).[96] Nach dem Tod des Gastwirts Richard Hauch 1928 führte seine Witwe Ida Hauch den Festsaal und die Restauration zunächst weiter und verkaufte 1930 an den Kaufmann J. Brünn aus der Friedrichstraße 207 (Film Export AG).[97] Von J. Brünn ging die Immobilie an die Atlantic Kino Betriebs GmbH (nun: Puttkamer Straße 19). Erich Cohn wurde der Besitzer und Verwalter der „Comenius-Lichtspiele“, die Direktor Arthur Schaumburg führte.[98] Erich Cohn wurde in den Comenius-Lichtspielen von der „Pollack & Deutschmann“ abgelöst.[99] Als 1935 Kaufmann Kirschmann Hauseigentümer[100] wurde, zog der Hausmeister Friedrich Wiedecke ein. Kuno Deutschmann ist für die Comenius-Lichtspiele und ab 1936 Eigentümer des Grundstücks Memeler Straße 67 (zeitweise das Kino als Eigentümer und Deutschmann als Verwalter).[101] Das Reichskino Adressbuch gibt als Kino-Inhaber Kuno Deutschmann[102] zusammen mit Anna Scheuer[103] an. Diese Situation bestand bis zum alliierten Bombentreffer von 1943, als die Gebäude auf dem Grundstück zerstört wurden und der Kinobetrieb eingestellt werden musste. Das Grundstück nach 1951 unter Marchlewskistraße 74 adressiert wurde nicht wieder bebaut, es liegt im Bereich der Datheschule (erweiterte Hofseite[104]). Auf dem Grundstück befindet sich ein öffentlicher Kinderspielplatz. Er ist durch einen Zaun deutlich vom Grundstück Rüdersdorfer Straße 64 (Marchlewski 72) abgetrennt ist, der Discounter bis Helsingforser Straße steht auf zusammengefassten Grundstück Rüdersdorfer Straße 65–68/69.
- In der Marchlewskistraße 92–108 bis an den Helsingforser Platz und (im spitzen Winkel) Helsingforser Straße 23–39 stehen sechsgeschossige WBS-70-Plattenbauten aus dem Baujahr 1984 mit 262 Wohnungen.[105] Durch die Variationsbreite dieses Typenbaus war die Ecklösung am Helsingforser Platz möglich. Die Wohnhäuser gehören der Genossenschaft „FriedrichsHeim eG“.[106] Im Gegensatz zu den allgemein fünfgeschossigen Altbauten und den mit Fünf Geschossen errichten 1950er-Nachkriegsbauten (auch bei Lückenbauten) wurde diese Häuserzeile sechsgeschossig ausgeführt. Sie wurden seit 1996 nach der Überführung der KWV-Häuser in die Bewohnergenossenschaft im Rahmen des Altschuldenhilfegesetzes saniert (Strangsanierung, Bad, Treppenhaus, Dämmmaßnahmen, Zuzahlung für neue Fenster, Fassadendämmung). 2017 werden die Fassaden Marchlewskistraße (2018 Helsingforser Straße) renoviert und farbig neugestaltet. Die 1984 bebauten Grundstücke waren bis zu diesem Zeitpunkt Grünflächen, nachdem die Kriegsschäden in den 1950er Jahren beräumt worden waren. Die Altbauten zur Pillauer Straße (in neuer Nummerierung) Marchlewskistraße 88 und 90 (dazu Pillauer Straße 5, 6, 7 und Helsingforser Straße 19, 21) waren erhalten geblieben. Auf Marchlewskistraße 92 und Helsingforser Straße 23 standen noch Restbauten, die in den Neubaubereich einbezogen wurden. Vor dem Zweiten Weltkrieg standen hier die Mietshäuser (Memeler Straße) 77–84/85 und Bromberger Straße 1–8 mit Seitengebäude, teilweise Quergebäude, die bei den alliierten Luftangriffen schwer getroffen worden waren. Lediglich am Helsingforser Platz waren drei Wohnhäuser (82,83,84/85), und Helsingforser Straße 6/7, sowie jeweils zwei Grundstücke zur Pillauer Straße waren als wiederaufbaufähig bezeichnet.[107]
- Dem Lazarushaus benachbart lag das Grundstück Memeler Straße 52.[108] Das kriegszerstörte Haus wurde wie die teilweise und total zerstörten Wohnhäuser 48–51 beräumt und mit dem denkmalgeschützten Wohnblock Marchlewskistraße 24–30 bebaut. Es verblieb seit den 1950er Jahren die (südlich anschließende) Fläche in halber Grundstücksbreite unbebaut. Über diese besteht der Zugang zu den 2007–2009[109] errichteten Wohnhäusern 32, 32a, 34 und 34a. Es sind vier von der Straßenfront hinter die Rückseitenflucht von Marchlewskistraße 30 zurückgesetzte dreigeschossige Eigentums-Reihenhäuser (Gartenhäuser). Sie liegen auf entkernten Gelände zwischen dem Lazarusgrundstück, der hinteren Grenze von Fredersdorfer Straße 10 und dem Spielplatz der Kindertagesstätte Fredersdorfer Straße 6 hinter der römisch-katholischen St.-Antonius-Kapelle (Rüdersdorfer Straße 45a, sie hat den Krieg und die Nachkriegszeit überstanden).
- Erwähnenswert ist eine ehemalige Klavierfabrik aus dem Jahr 1904 auf dem Hof der Marchlewskistraße 77. Das Fabrikgebäude ist mit den damals typischen kleinformatigen Ziegelsteinen verkleidet und einem Traufschmuck versehen. Das vierstöckige Gebäude steht nicht unter Denkmalschutz.
 Der Klavierbauer Wilhelm Steuer aus der Warschauer Straße hatte sich mit dem Gewinn aus seinem florierenden Unternehmen Bauland in der damaligen Memeler Straße 14 gekauft, auf dem er straßenseitig ein Miet-Wohnhaus errichten ließ.[110] und auf dem Hof Werkstätten samt einer größeren Pianofabrik.[111] Das Wohnhaus erhielt geräumige Wohnungen. Das gesamte Ensemble überdauerte Kriege und Misswirtschaft und ging nach der politischen Wende in Privatbesitz zurück. Der Investor sanierte 2014/2015 den Baukomplex.[112]
- Die ältesten Wohnbauten der Marchlewskistraße (im Adressverzeichnis[113]) waren auf der „städtischen“ Seite (im Bebauungsplan Abt.XV, vormals Bereich innerhalb der Zollmauer) das Ostwaldt’sche, das Sallier’sche, das Lemzer’sche und das Salge’sche Haus.[114] Die Grundstücke entsprechen den folgenden (nach 1870 unter Frankfurter Communication, ab 1876 Memeler Straße) nummerierten Adressen: Kunst- und Handelsgärtner H. Ostwaldt[115] auf Grundstück 51–53 (entsprechend Marchlewskistraße 30 und 34), Gärtner J. F. Lemzer[116] auf 54/55 (entsprechend Marchlewskistraße 36–42), das Salgesche Haus stand auf Nummer 67 (Ecke Rüdersdorfer Straße) und Tischler J. Salge wurde 1872 Gastwirth, 1875 übernahm der Rentier Pietzsch das Haus und Grundstück, das nun zur Rüdersdorfer Straße 64 gehört.[117] Die zugehörigen Grundstücke wurden nach den Kriegsschäden an den Wohnhäusern durch Luftangriffe in den 1950er Jahren neu bebaut.
- Die bei den 1950er Bauten verbliebenen Baulücken und Brach-/Grünflächen wurden vorzugsweise seit 1990 mit neuen Wohngebäuden geschlossen. Dazu gehört die von der Straße zurückgesetzten Neubauten unter der Nummer 97–97d – ein fünfgeschossiges Townhouse und ein dreigeschossiges Penthouse als „Grüne Oase“.[118] Bis zur Neubebauung befand sich seit der Ruinenberäumung zu Anfang der 1950er Jahre gegenüber vom Comeniusplatz eine auch als Lagerplatz genutzte Brachfläche. Die dreieckige Lückenschließung um 2010 mit dem „Comeniuseck“ Marchlewskistraße 73 erreicht, der bis achtgeschossige Bau führt in die Torellstraße weiter.

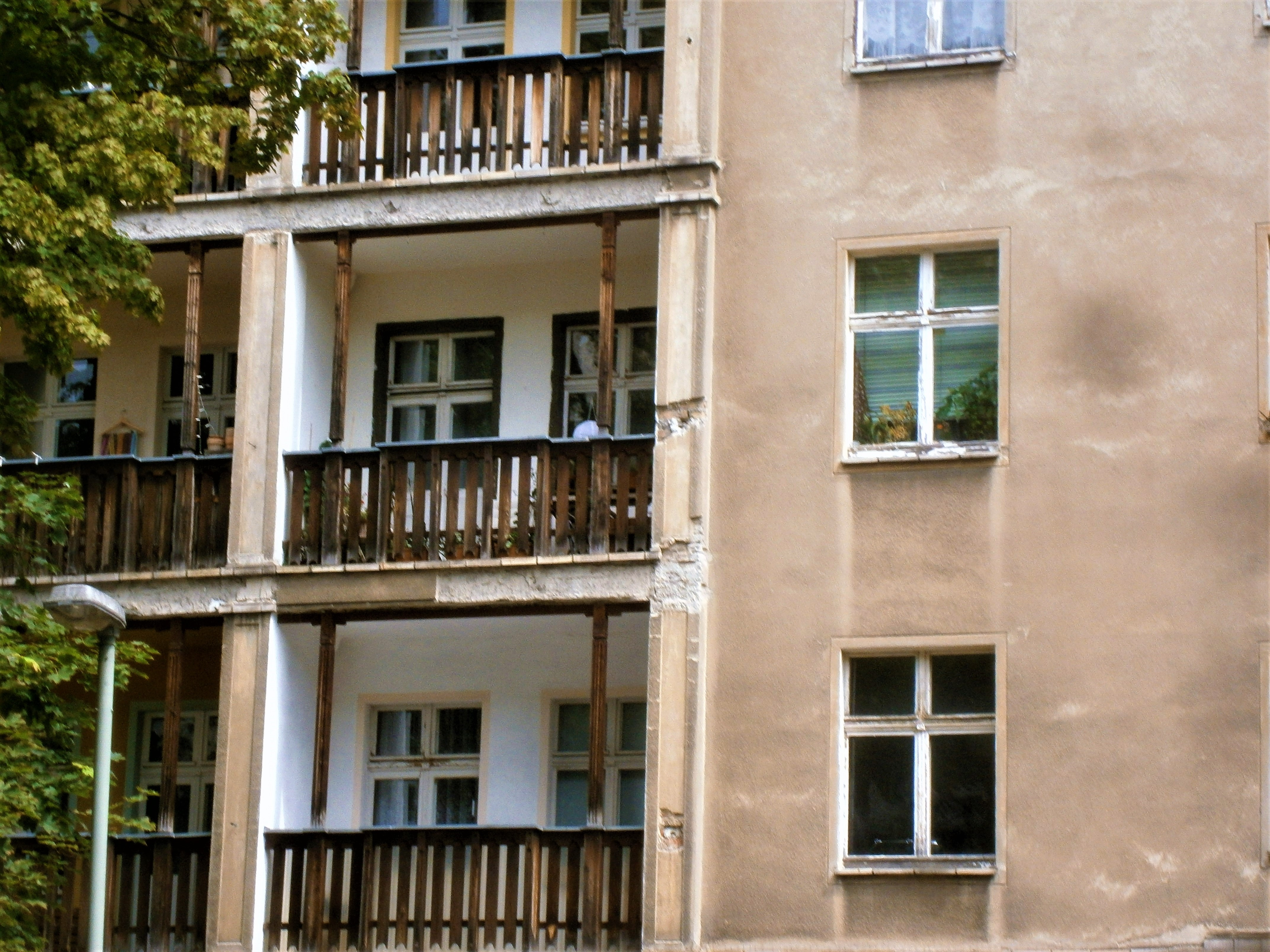
2017: Sanierungsbedarf an den 1950er Bauten

- Die mit und ohne Kriegsschäden verbliebenen Altbauwohnhäuser im südlichen Teil der Straße waren mit der politischen Wende in sanierungsbedürftigen Zustand.[119] Sie wurden im Rahmen der Zugehörigkeit des Südens der Marchlewskistraße zum Sanierungsgebiet Warschauer Straße um 2010 meist kernsaniert.
- Der Verdichtung des Wohnungsbestandes diente auch der Ausbau von Dachgeschossen, wie dies 2009 am Bestandsgebäude Ecke Revaler / Marchlewskistraße geschah.[120]

## Stolpersteine
In der Marchlewskistraße wurden für deportierte Bewohner Stolpersteine verlegt.
- Marchlewskistraße 20:[121] Debora Dora Pieper, geborene Milowanski, geboren am 11. April 1876 in Slonim (Russland), wohnhaft in Berlin (Friedrichshain), deportiert ab Berlin am 2. April 1942 nach Ghetto Warschau, ermordet in Trawniki.[122]
- Marchlewskistraße 28[123]:
  - Frieda Schacher, geborene Ludomer, geboren am 19. März 1893 in Ritschenwalde (polnisch Ryczswal) zu Obornik Regierungsbezirk Posen, wohnhaft in Berlin (Friedrichshain), deportiert ab Berlin, 12. März 1943, Auschwitz, Vernichtungslager.[124]
  - Hermann Ludomer Hermann Ludomer, geboren am 11. April 1895 in Ritschenwalde (polnisch Ryczswal) zu Obornik Regierungsbezirk Posen, wohnhaft in Berlin (Friedrichshain), Freitod am 28. Februar 1943 in Berlin[125]
  - Sara Ludomer Sara Ludomer, geboren am 10. Februar 1863 in Ritschenwalde (polnisch Ryczswal) zu Obornik Regierungsbezirk Posen, wohnhaft in Berlin (Friedrichshain), deportiert ab Berlin am 28. Mai 1943 nach Theresienstadt, Ghetto. Todesdatum: 4. Januar 1944 in Theresienstadt, Ghetto.
- Marchlewskistraße 40[126]: Johanna Abraham, geboren am 26. Februar 1914 in Märkisch Friedland (Deutsch Krone, Westpreußen), deportiert ab Berlin am 2. März 1943 nach Auschwitz, Vernichtungslager[127]
- Marchlewskistraße 100 (damals: Memeler Straße 81[128])
  - Erich Dieckhoff,[129] geboren am 16. September 1910 in Bövinghausen (Dortmund), wohnhaft in Paderborn und Berlin (Friedrichshain), inhaftiert am 11. November 1938, deportiert ab Berlin am 2. März 1943 nach Auschwitz, Vernichtungslager.[130]
  - Rosa Dickhoff, geborene Casper, geboren am 25. Juli 1897 in Labischin (polnisch Łabiszyn) Regierungsbezirk Posen, wohnhaft in Berlin (Friedrichshain), deportiert ab Berlin am 2. März 1943 nach Auschwitz, Vernichtungslager.[131]
  - Hanne Casper, geborene Salomon, geboren am 28. Januar 1871 in Pleschen (poln. Pleszew), wohnhaft in Berlin (O 34, Memeler Straße 81), deportiert ab Berlin 27. August 1942 nach Theresienstadt, Ghetto, Todesdatum: 16. November 1942 im Ghetto Theresienstadt[132][133]

Aus einem Projekt der Humboldt-Universität entstand eine „Datenbank jüdischer Gewerbebetriebe in Berlin 1930-1945“ darin finden sich für die Marchlewskistraße (bzw. Memeler Straße) die während der NS-Zeit liquidierten jüdischen Firmen (dazu auch nächste Quellenangabe):
- Arnold Schächter, Bürstenfabrikation (Haushaltswaren), gegründet 1914, Liquidation 1939, Memeler Straße 40 (Lage: → Straßenlauf Hildegard-Jadamowitz-Straße)
- I. Andermann GmbH, Eiergroßhandel (Nahrungs- und Genußmittel), gegründet 1921, Liquidation 1937, Memeler Straße 50 (Lage: → Marchlewskistraße 28)
- Max Pinkas Eier-Import und -kommission (Nahrungs- und Genußmittel), gegründet 1919, Liquidation 1942, Memeler Straße 50 (Lage: → Marchlewskistraße 28) (Friedrichshain)

Jüdische Bewohner und Firmen im Bereiche der Marchlewskistraße sind zudem auf der Liste der Jewish Claims Conference (geordnet nach dem Sortierschlüssel dieser Liste) aufgeführt, für diese bestehen nach dem German Property Restitution Law Ansprüche (in Klammer gesetzt sind ausgeschriebene Beträge per 30. April 2008). Zur Orientierung sind zu Hausnummern der Memeler Straße noch die aktuellen Lagen als Hausnummer der Marchlewskistraße hinzugefügt (letztlich kam dabei Memeler Straße 40 auf den Straßenlauf der Hildegard-Jadamowitz-Straße).
- 19448: „Grunderwerbsgesellschaft Warschauer Straße 33 GmbH“[137] mit Adresse Warschauer Straße 33 / Marchlewskistraße 111 (90.430,00 Euro, S. 53)
- 41307: Rebekka Sara Waller, geb. Brennholz mit Adresse Memeler Straße 59b / Posener Straße 24 (169.876,73 Euro, S. 88), neu: Wedekindstraße 15
- 41311: Hilda Ross, geb. Ullstein mit Adresse Memeler Straße 74/75 / Pillauer Straße 7 (418.339,02 Euro und 1.455.252,42 Euro S. 88), neu: Marchlewskistraße 88 / Pillauer Straße 7/7a
- 43156: Israel Nussbaum mit Adresse Marchlewskistraße 16 (100.356,01 Euro, S. 93)
- 46282: Abraham Moses Weingarten mit Adresse Memeler Straße 31 (5.581,89 Euro und 1.950,39 Euro, S. 95), neu: Marchlewskistraße 33
- 46504: Erben Rosa Levin, geb. Jacoby[138] mit Adresse Memeler Straße 66 (24.567,57 Euro, S. 95), neu: Marchlewskistraße 70 (Ecke Rüdersdorfer Straße)
  - Else Wolffenstein, geb. Levin
  - Lilly Wolffenstein, geb. Levin
  - Margot Samter, geb. Wolffenstein
- 72121: Anna Hirschfeld mit Adresse Memeler Straße 63, neu: Marchlewskistraße 64
- 72379: B. Buecher[139][140] mit Adresse Marchlewskistraße 63 / Am Comeniusplatz
- 73602: Josef Taumann[141] mit Adresse Memeler Straße 36.37 / Königsberger Straße 15 (390.308,98 Euro S. 143), neu: (etwa) Marchlewskistraße 25
- 101367: William Jacobi[142] (Elektroinstallationen) mit Adresse Memeler Straße 49,[143] neu: Marchlewskistraße 26
- 101498: Bruno Perl[144] (Herrenschneider[145]) mit Adresse Memeler Straße 1 / Warschauer Straße 33, neu: Marchlewskistraße 111 / Warschauer Straße 33
- 101524: Hersz Rosenbach[146] (Uhren- und Goldwarengeschäft[147]) mit Adresse Memeler Straße 49, neu: Marchlewskistraße 26
- 112609: J. Andermann GmbH[148] mit Adresse Memeler Straße 50, neu: Marchlewskistraße 28
- 115037: Isaak Andermann,[148] Eierhandlung, vormals. H. Landau mit Adresse Memeler Straße 50,[149] neu: Marchlewskistraße 28
- 116860: Max Pinkas[150] (Eier-Import / Eier-Kommission) mit Adresse Memeler Straße 50,[151] neu: Marchlewskistraße 28
- 117727: Bürstenfabrik[152] mit Adresse Memeler Straße 40, neu: Marchlewskistraße 16
  - Arnold Schaechter,[153]
  - Siegbert Schaechter,
  - Friederike Schaechter;
  - Hermann Seifert (Bürstenfabrik)[154]
- 641305: mit Adresse Marchlewskistraße 12 (82,826.22 Euro, S. 88)[155]
  - Edith Gergely geb. Berenyi,
  - Regina Berenyi geb. Singer,
  - Katarina Keppich geb. Weiss,[156]
  - Markus Berenyi,
  - Nora Glazs geb. Weiss
- Elise Ledermann,[157] Memeler Straße 15, neu: Marchlewskistraße 73
- Louis Nussbaum,[158] Memeler Straße 84/86, neu: Marchlewskistraße 108

## Verkehr

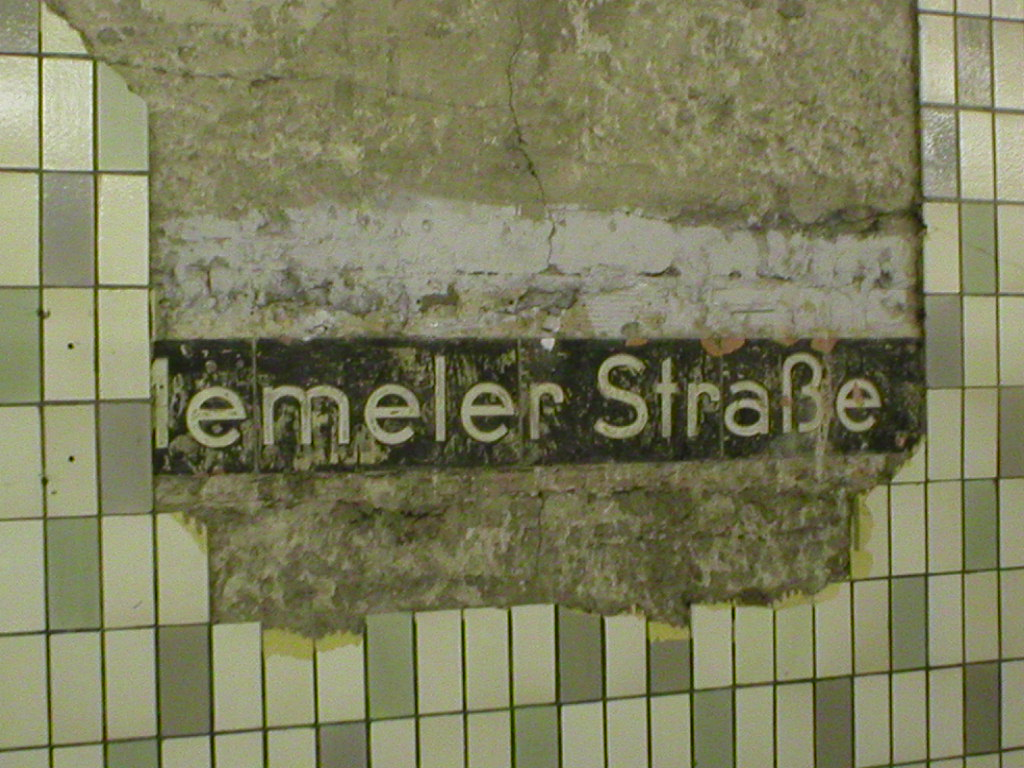
Freigelegter alter Name bei der Sanierung 2003 des U-Bahnhofs

Die Marchlewskistraße ist gut an den öffentlichen Nahverkehr angeschlossen. Durch die Marchlewskistraße fährt (Stand: 2017) der Bus der Linie 347 in der Führung S+U Warschauer Straße<>Tunnelstraße. Zudem kreuzt an der Wedekindstraße die Buslinie 240 (S Ostbahnhof – S Storkower Straße). Kein Punkt der Straße ist weiter als 700 Meter vom U-Bahnhof der U5 oder dem U- und S-Bahnhof Warschauer Straße (S-Bahnen, seit 1928 Linie U1) entfernt. Der U-Bahnhof der U5 wurde 1930 eröffnet und 1992 in U-Bahnhof Weberwiese benannt. Bis dahin trug sie den Straßennamen: Memeler Straße, ab 1951 Marchlewskistraße.
Die Straßenbahn verkehrt unweit in der Warschauer Straße. An der Marchlewski-/ Warschauer Straße liegt über den Helsingforser Platz zur Revaler Straße die Endschleife der MetroTram M13 (Virchow-Klinikum – S Warschauer Straße / Abfahrt Revaler Straße). Der Bau einer Gleisschleife erfolgte 1965, so fuhren die Linie 3 und 4 mit den Haltestellen: Warschauer Straße, Marchlewskistraße, Revaler Straße (zurück: Warschauer Straße). Die vorhandenen Endstellen durch Umsetzen wurden regulär durch Schleifen ersetzt. Nach der Einführung der Metrolinien wurde M10 (S+U Hauptbahnhof – S+U Warschauer Straße) mit Bahnen für den Zweirichtungsbetrieb ausgelegt, ihre Endhaltestelle liegt wieder auf der Warschauer Brücke.

## Sonstiges
- In der Marchlewskistraße 101 befindet sich das im Jahr 2001 gegründete Berliner Institut für Frühpädagogik e. V., eine Einrichtung zur Fortbildung von Pädagogen und zur Hilfe bei Praxisfragen.[167]
- Auf der Ehrentafel der Berliner Feuerwehr ist ein Mitglied der Feuerwache „Memel“ aufgenommen: Der Feuermann Eitner verstarb am 20. Januar 1910, als er auf der Fahrt zu einem Feuer in der Palisadenstraße 58 vom Vordersitz des Tenders stürzte. Das Fuhrwerk fuhr ihm anschließend über den Kopf. Der Tod trat auf der Stelle ein.[168]
- Zeitweise lebte die Familie von Alfred Döblin in der Memeler Straße, im Eckhaus an der Pillauer Straße.[169][170]
- In der NS-Zeit wurden bei der Firma Niesel & Kämmerer GmbH, Memeler Straße 14 Zwangsarbeiter beschäftigt.[171]
- Die Firma Ludwig Krug nahm ihren Sitz in O 34, Memeler Straße 31 (→ Marchlewskistraße 33) und wurde am 9. Juni 1945 registriert. Der Betrieb wurde jedoch auf Kommandanturbefehl geschlossen und der Betriebsinhaber verließ den sowjetischen Sektor. Er wurde aus der SED ausgeschlossen.[172]
- Im erhaltenen Gebäude der Lazarusgemeinde wurde vom Bezirksamt Friedrichshain insbesondere der große Saal mit genutzt. Mitunter stand diese Beanspruchung im Widerspruch zu den Gemeindeinteressen, die insbesondere den eigentlichen Kirchenbau verloren hatte, dessen Ruine am 10. September 1949 gesprengt wurde.[173]
  - In der Memeler Straße 54 (im erhaltenen Haus der Lazarusgemeinde) hatte 1946 der ehemalige Produktionsleiter der Panorama-Film-Gesellschaft Preuß eine „Kulturstätte Film & Bühne“ eingerichtet, wo Veranstaltungen stattfanden und Anfänge der Berliner Nachkriegskultur organisiert wurden.[174]
  - Die Zeugen Jehovas nutzten in der Nachkriegszeit (nach dem Verbot in der NS-Zeit, wenigstens 1946, höchstens bis 1950 zum Verbot in der DDR) die Kulturstätte in der Memeler Straße,[175] wie die Straße damals noch hieß.

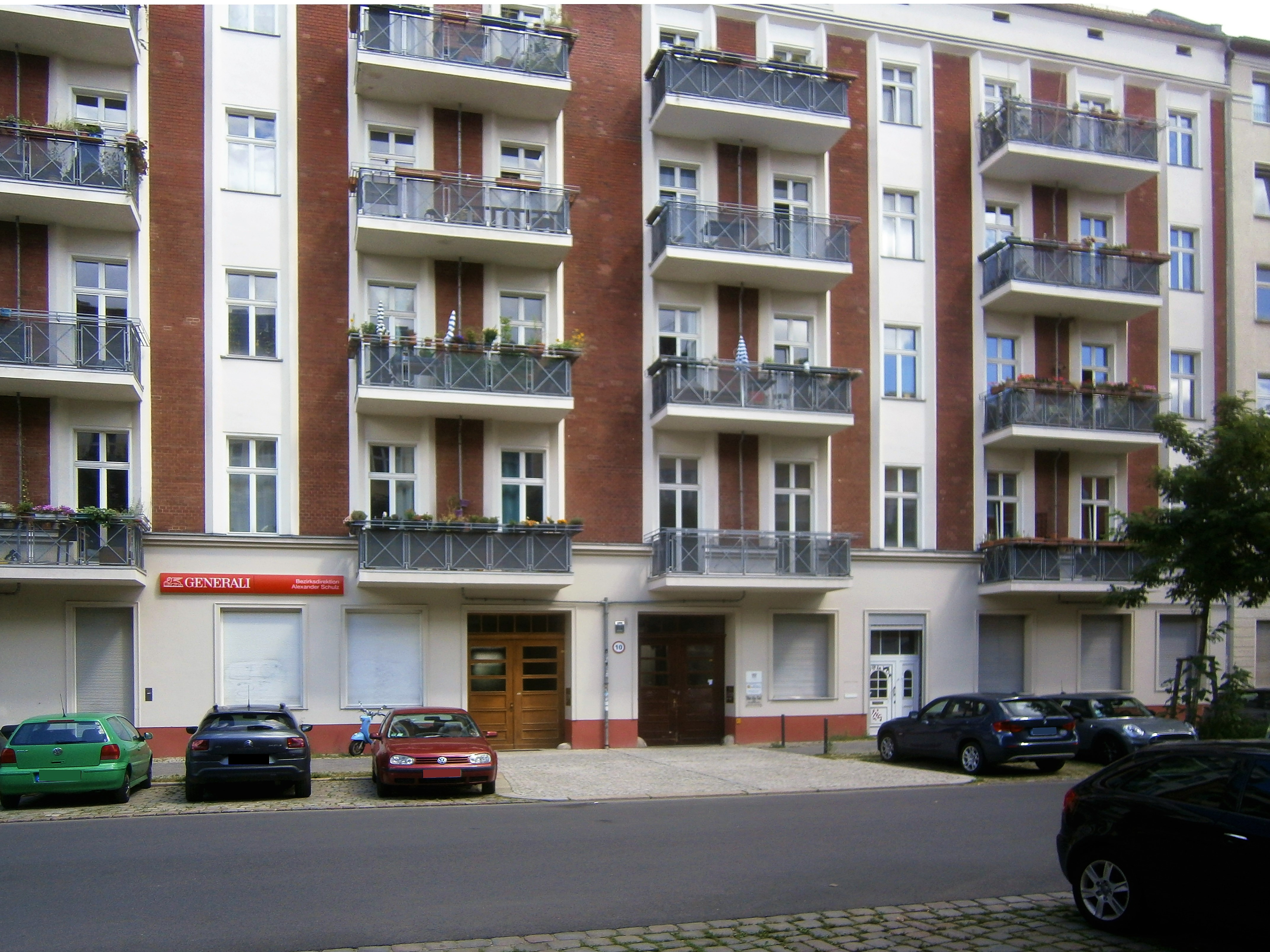
Das Doppel-Gebäude war FDGB-Haus (bis 1950: Memeler Straße 9/8)

- Aus den Archivunterlagen des Landesarchivs Berlin C Rep. 910 Freier Deutscher Gewerkschaftsbund (FDGB) Berlin, Teil I (1945–1952) ergibt sich der Hinweis auf vom FDGB genützte Räume in einem Gewerkschaftswohnhaus, das zwischen 1945 und 1950 in der Memeler Straße 8/9 bestand.[176] Diese Adresse wurde zum Altbauhaus Marchlewskistraße 89/91. Eigentümer des Hauses war 1943 die Vermögensverwaltung der Deutschen Arbeitsfront GmbH[177] und bis 1933 die Gemeinnützige Wohnungsbaugesellschaft des Deutschen Textil-Arbeiter-Verband mbH.[178] Noch 1922 war Nummer 8 im Eigentum des Fabrikanten Adolf Thierlein (Haus 8 I. Etage) und des Kaufmanns Robert Thierlein (Frankfurter Allee 330) und das Haus 9 besaß der Möbelfabrikant Heinrich Schulzendorff (Pianofabrik und Wohnung im Haus).[179] Für das Jahr 1924 sind beide Häuser in Händen des Verbandes. Hinter den beiden Vorderhäusern an der Straßenfront befinden sich je gegenüberliegende Seitenflügel und die anstoßenden Quergebäude, so entsteht ein gemeinsamer Innenhof. Während das Haus 9 ohne Kriegsschäden erhalten geblieben war, wurde Nummer 8 – wie auch 10 – beschädigt und wieder hergestellt. Einen Totaltreffer hatte das gegenüber der Pillauer Straße liegende Haus 11.[180] Der Neubau auf dem Doppelgrundstück wurde 1887 von Fabrikant Klotz (Winterfeldtstraße 21) errichtet, vorher gehörte das Bauland 6–9 dem Gärtner Friebel aus der Boxhagener Straße 7. 1888 waren beide fünfgeschossigen Mietshäuser mit jeweils 14 Mietparteien bezogen: Haus 9 weiterhin für Klotz, dagegen war Haus 8 ins Eigentum von Redakteur Flemming gewechselt und 1890 von Tischler Mittag.[181]